# François Mitterrand
« Mitterrand » redirige ici.  Pour les autres significations, voir Mitterrand (homonymie).
Pour les autres membres de la famille, voir Famille Mitterrand.
François Mitterrand [fʁɑ̃swa mitɛʁɑ̃], né le 26 octobre 1916 à Jarnac (Charente) et mort le 8 janvier 1996 dans le 7e arrondissement de Paris, est un homme d'État français, président de la République du 21 mai 1981 au 17 mai 1995.
Avocat de formation, évadé de guerre, agent contractuel sous le régime de Vichy et récipiendaire de l'Ordre de la Francisque puis résistant, il s'engage en politique après la Seconde Guerre mondiale au sein de l'Union démocratique et socialiste de la Résistance. Député de 1946 à 1958, puis sénateur de 1959 à 1962 et à nouveau député de 1962 à 1981, il est onze fois ministre sous la IVe République, notamment ministre des Anciens Combattants et des Victimes de guerre, ministre de la France d'Outre-mer, ministre de l'Intérieur et garde des Sceaux, ministre de la Justice.
Défavorable au retour au pouvoir du général de Gaulle en 1958, il passe plus de vingt ans dans l'opposition. L'affaire de l'attentat de l'Observatoire en 1959 menace pour un temps son ascension politique. Après avoir fondé son propre parti, la Convention des institutions républicaines, il est candidat de l'union de la gauche en vue de l'élection présidentielle de 1965, qu'il perd au second tour face au président sortant, Charles de Gaulle. Devenu premier secrétaire du Parti socialiste en 1971, il est à nouveau candidat de l'union de la gauche à la présidentielle de 1974, lors de laquelle il est battu au second tour par Valéry Giscard d'Estaing.
Candidat du Parti socialiste à l'élection présidentielle de 1981, il est élu au second tour face à Valéry Giscard d'Estaing. Premier chef d'État issu de la gauche sous la Ve République, il fait notamment voter l'abolition de la peine de mort et un certain nombre de mesures sociales inspirées du programme commun, puis décide du « tournant de la rigueur ». Il se présente en Européen convaincu, maintient la France dans l'alliance atlantique ainsi que la « Françafrique ». Avec la « doctrine Mitterrand », il s'engage à ne pas extrader les anciens terroristes d'extrême gauche. Après la défaite de la gauche aux élections législatives de 1986, il nomme Jacques Chirac à la tête du gouvernement, inaugurant la première cohabitation.
En 1988, il est réélu président de la République face à Jacques Chirac. Son second mandat est marqué par l'engagement militaire de la France dans la guerre du Golfe, par l'adoption du traité de Maastricht, par la deuxième cohabitation avec Édouard Balladur, par le déclin de sa popularité, par des révélations sur son passé et son état de santé déclinant.
Seul président à avoir effectué deux septennats complets, François Mitterrand détient le record de longévité à la présidence de la République française. Atteint d'un cancer de la prostate diagnostiqué dès 1981 mais gardé secret, il meurt quelques mois après son départ de l'Élysée où son ancien Premier ministre de la première cohabitation Jacques Chirac lui succède.

## Situation personnelle

### Origines

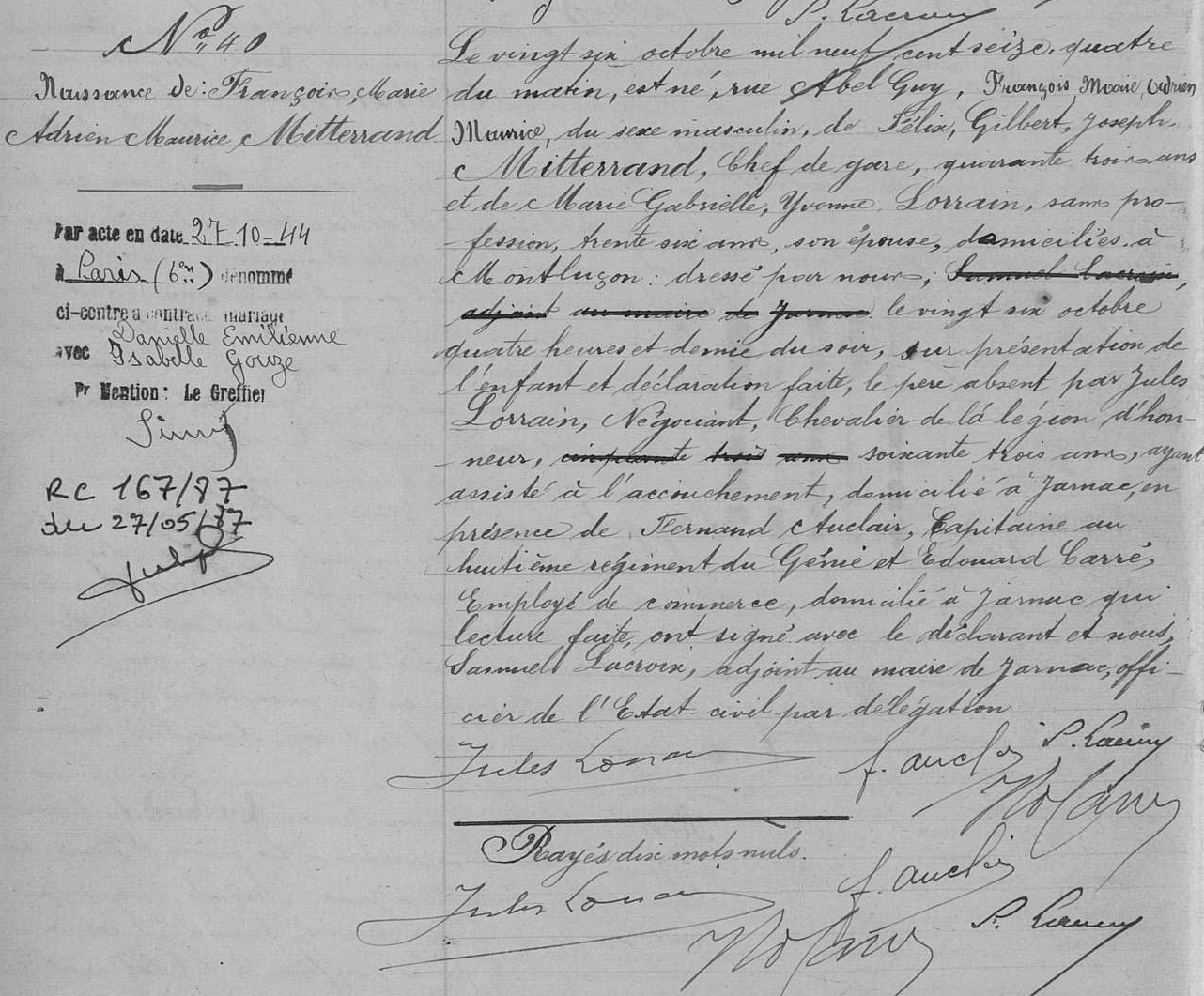
Acte de naissance de François Mitterrand.

François Maurice Adrien Marie Mitterrand est né le 26 octobre 1916 22, rue Abel Guy à Jarnac (Charente), au sein d'une famille bourgeoise catholique et conservatrice. Son grand-père paternel, catholique pratiquant était chef de gare à Jarnac, fils d'un éclusier du canal de Berry, à Audes (Allier). Sa grand-mère paternelle était limousine, d'une famille de petits fonctionnaires originaires de Séreilhac près de Limoges. Son père Joseph, né à Limoges, était ingénieur de la Compagnie du chemin de fer de Paris à Orléans. En 1919, il s'installa à Jarnac pour reprendre la direction de la vinaigrerie de son beau-père, devenant plus tard président de la fédération nationale des syndicats de fabricants de vinaigre.
Sa mère, Yvonne Lorrain, issue d'une famille de tradition républicaine, était la fille de Jules Lorrain, producteur vinaigrier, négociant en vins et eaux de vie et conseiller municipal de Jarnac (et petit-neveu par alliance du ministre Léon Faucher). François est le cinquième d'une fratrie de huit enfants. Il a trois frères : Robert (1915-2002), polytechnicien, administrateur de sociétés ; Jacques (1918-2009), général d'armée aérienne ; Philippe (1921-1992), exploitant agricole et ancien maire de Saint-Simon en Charente, et quatre sœurs : Marie-Antoinette (1909-1999) épouse Fernand Ivaldi, puis Pierre de Renoult, puis Pierre Gabriel Signard ; Marie-Josèphe (1912-1997) épouse Charles, marquis de Corlieu, puis Jean Wegmann ; Colette (1914-2004), épouse du capitaine Pierre Landry ; et Geneviève (1919-2006), épouse d'Eugène Delachenal, polytechnicien et banquier.

### Enfance et études

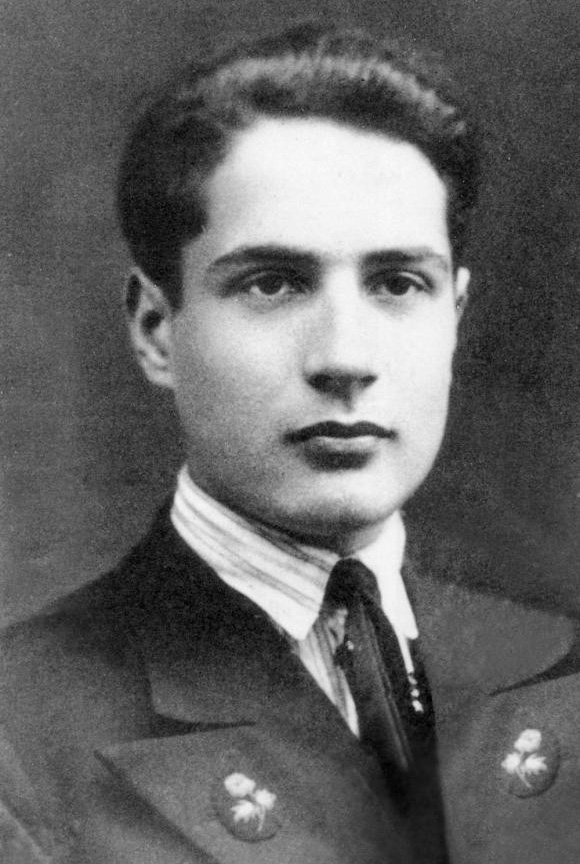
François Mitterrand en 1933. Il porte l'uniforme de l'école Saint-Paul d'Angoulême, dont le blason s'orne de roses.

François est baptisé le 6 mai 1917 à l'église Saint-Pierre de Jarnac. Il grandit dans une famille fortunée, disposant de l'électricité dès 1922. Il fréquente l'école privée Sainte-Marie de Jarnac avec son frère Robert jusqu'en 1925. Cette année-là, François entre comme pensionnaire au collège privé d'enseignement catholique Saint-Paul d'Angoulême pour entamer des études secondaires. Il se révèle excellent en histoire, en géographie, en latin et en philosophie, et prend goût pour la littérature tandis que les mathématiques, la physique et l'anglais le rebutent. Il devient membre de la Jeunesse étudiante chrétienne, structure étudiante de l'Action catholique. En 1933, un discours lui vaut de remporter le championnat de l'éloquence de son école ; il échoue au championnat régional.
Il est admissible au « premier bac » en classe de première, mais échoue à l'oral. Après avoir redoublé, il est admis et obtient son baccalauréat littéraire en 1934. Il choisit de s'inscrire aux facultés des lettres et de droit de Paris. À son arrivée dans la capitale, il s'installe au 104, rue de Vaugirard, pension où se trouve un foyer mariste, la Réunion des étudiants. Il s'y forme intellectuellement auprès de ses premiers amis, Claude Roy, Pierre Bénouville et André Bettencourt.
Après une première année de droit, il s'inscrit parallèlement en 1934 à l'École libre des sciences politiques, de laquelle il sort diplômé en juin 1937 dans la section générale, classé 5e sur 50 de sa promotion, avec la mention « bien »,. La même année, il obtient un diplôme d'études supérieures de droit public avec mention « bien », à la suite de l'obtention d'une licence de lettres l'année précédente,.
À partir de novembre 1934, François Mitterrand milite pendant plus d'un an aux Volontaires nationaux, mouvement de jeunesse de l'organisation nationaliste des Croix-de-Feu du colonel de La Rocque,. Porté par un courant très anticommuniste, il adhère à ce mouvement d'extrême-droite jusqu'à la dissolution des ligues factieuses en juin 1936. Bien qu'il l'ait toujours nié, François Mitterrand a été ensuite membre du Parti social français, jusqu'à son service militaire en 1938.
Le 1er février 1935, François Mitterrand participe à la manifestation de l'Action française contre les médecins étrangers autorisés à exercer en France, connue sous le nom de manifestation contre « l'invasion métèque » aux cris de « La France aux Français ».  Un temps critique littéraire, Mitterrand écrit dans la Revue Montalembert et dans le quotidien L'Écho de Paris d'Henri de Kérillis, proche du Parti social français. Dans un article sur le Quartier latin, il regrette qu'il se soit laissé envahir par le « dehors » : « Désormais, le Quartier latin est ce complexe de couleurs et de sons si désaccordés qu'on a l'impression de retrouver cette tour de Babel à laquelle nous ne voulions pas croire ».
Dans son compte-rendu d'une conférence de Marcel Griaule publié dans l'Echo de Paris le 18 mars 1936, il met en garde contre « le danger de voir les masses indigènes se lever contre les colonisateurs si l'Éthiopie l'emportait ». Alors qu'il cherchera par la suite à s'inventer un engament à gauche dès 1935,, François Mitterrand est photographié lors du plus important chahut contre le professeur de droit  Gaston Jèze, le 5 mars 1936, dont les cours sont perturbés par des étudiants nationalistes, farouches défenseurs de la colonisation, depuis que Jèze a défendu l'Ethiopie à la tribune de la SDN en septembre 1935, en tant que conseiller juridique de l'empereur d'Éthiopie Haïlé Sélassié Ier. Dans l'Echo de Paris du 4 juillet 1936, Mitterrand qualifie ces manifestations de « glorieuses journées de mars ». Mitterrand se serait inquiété de l'expansionnisme nazi lors de l'Anschluss dans l'un de ses articles pour la Revue Montalembert. Si son engament pro-colonial à l'unisson de l'extrême-droite est établi, Mitterrand reste éloigné du concept de racisme biologique. Il cultive par la suite des relations d'amitiés ou de famille avec des membres de la Cagoule, mais selon Henry Rousso et Pierre Péan, ces liens ne traduisent pas une connivence idéologique.
Une fois son diplôme de l'École libre des sciences politiques obtenu, il passe le concours d'officier de l'École nationale de la marine marchande en janvier 1938 ; il se classe cinquième mais refuse d'y continuer ses études. Il réussit également le concours de rédacteur de la préfecture de la Seine mais il ne devient pas fonctionnaire. Il prépare une thèse de sociologie politique sur l'aspect juridique de la souveraineté de la Tchécoslovaquie, mais l'abandonne. En septembre 1938, il est incorporé pour son service militaire au le 23e régiment d'infanterie coloniale. Il y rencontre Georges Dayan (juif et socialiste) après l'avoir sauvé d'agressions d'antisémites de l'Action française et devient son meilleur ami.
En septembre 1939, lors de l'engagement de la France dans la Seconde Guerre mondiale et terminant ses études d'avocat à Paris, il est envoyé sur la ligne Maginot avec le grade de sergent-chef, à proximité de Montmédy (Meuse), avec le 23e régiment d'infanterie coloniale, au sein de la 7e compagnie commandée par le capitaine Xavier Louis. En mai 1940, quelques jours avant l'invasion allemande, il se fiance avec Marie-Louise Terrasse (future Catherine Langeais, qui rompt en janvier 1942 pour épouser peu après un comte polonais).

### Familles et liaisons
Pendant la Seconde Guerre mondiale, François Mitterrand rencontre une jeune résistante bourguignonne, Danielle Gouze et l'épouse le 28 octobre 1944. Avec elle (présidente, de 1986 à 2011, de la fondation France Libertés fondée en 1986), il a eu trois fils : Pascal, né le 10 juillet 1945 et mort à deux mois et vingt jours, le 30 septembre 1945 ; Jean-Christophe, né le 19 décembre 1946, qui a été conseiller aux affaires africaines du président Mitterrand ; Gilbert, né le 4 février 1949, maire de Libourne (Gironde) de 1989 à 2011 et député de la Gironde entre 1981 et 2002.
D'une relation extra-conjugale avec Anne Pingeot, conservatrice de musée, François Mitterrand a eu une fille : Mazarine Pingeot, née le 18 décembre 1974, à Avignon, qu'il reconnaît le 25 janvier 1984 devant notaire. Après avoir obtenu son agrégation de philosophie, elle a commencé une carrière d'enseignante puis est devenue écrivaine et chroniqueuse de télévision.
Par ailleurs, Hravn Forsne, militant politique suédois né en 1988, affirme, dans un entretien publié dans un journal suédois le 8 août 2014, être le fils biologique de François Mitterrand,. Sa mère, la journaliste suédoise Christina Forsne, avait évoqué, dans un livre paru en 1997, la liaison qu'elle aurait eue avec l'ancien chef de l'État français,.
À partir de 1988, François Mitterrand entretient une liaison avec Claire, une étudiante en droit et militante socialiste, de 50 ans sa cadette, qu'il reçoit de nombreuses fois à l'Élysée.

### Relations avec le régime de Vichy et Résistance

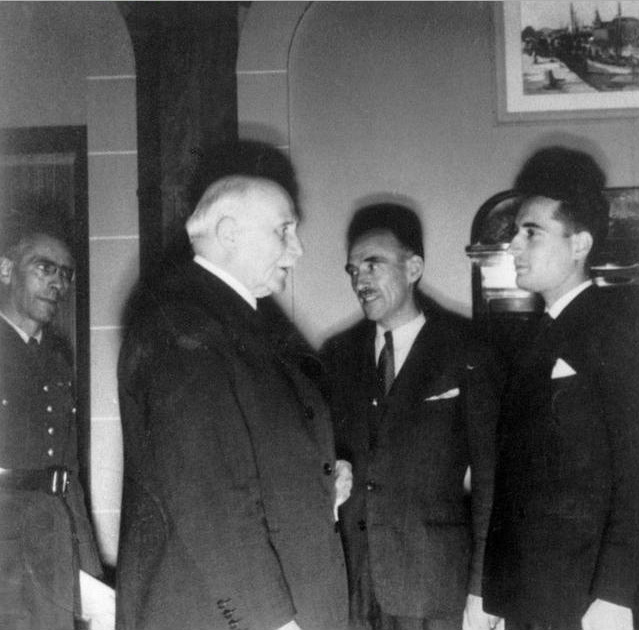
Membres du Commissariat général au reclassement des prisonniers de guerre, François Mitterrand (à droite) et Marcel Barrois (au centre) sont reçus en audience par le maréchal Pétain le 15 octobre 1942.

À la suite de la déclaration de guerre du 3 septembre 1939, François Mitterrand est mobilisé sur la ligne Maginot. Le 14 juin 1940, en tant que sergent-chef, il est blessé à l'omoplate droite ; après avoir été soigné, il est fait prisonnier par les Allemands le 18 juin. Après dix-huit mois dans le stalag IX A de Trutzhain et au stalag IX-C (en) de Bad Sulza et deux tentatives d'évasion infructueuses, il s'évade en décembre 1941 et rentre en France.

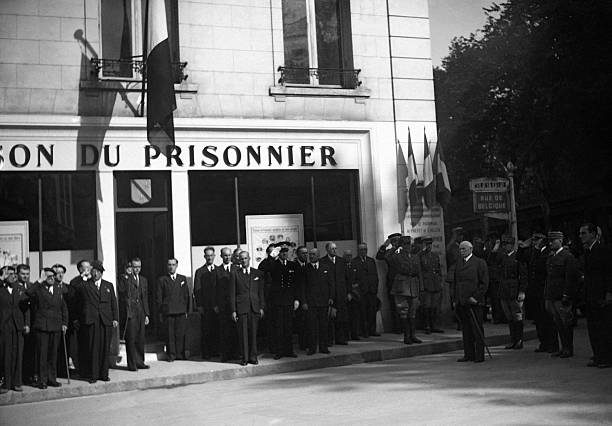
Inaugurée par le maréchal Pétain à Vichy en 1942, l'une des « Maisons du prisonnier » lancées par Maurice Pinot, commissaire général au reclassement des prisonniers de guerre.

En janvier 1942, bien que recherché par les Allemands en tant qu'évadé, après un séjour chez les Sarrazin à Mantry, puis chez les Levy-Despas à Saint-Tropez, il travaille à la Légion française des combattants et des volontaires de la révolution nationale en tant qu'agent contractuel du gouvernement de Vichy puis, à partir de juin, au Commissariat au reclassement des prisonniers de guerre, où il est chargé des relations avec la presse et où il favorise la fourniture de faux papiers pour aider les évasions. En juin 1942, il participe à des réunions au château de Montmaur, où sont jetées les premières bases de son réseau de Résistance. C'est Antoine Mauduit, ancien prisonnier de guerre arrivé à Vichy en mai, qui est à l'origine de ce rassemblement de Montmaur baptisé « la Chaîne », ouvert à des résistants de tendances et origines diverses.
Le 15 octobre 1942, François Mitterrand est reçu par le maréchal Pétain, avec plusieurs responsables du Comité d'entraide aux prisonniers rapatriés de l'Allier ; une photographie témoigne de cette rencontre compromettante, qu'aucun des futurs adversaires de François Mitterrand (De Gaulle, Pompidou, Giscard et Chirac) n'a utilisée à des fins politiques,. Le 11 novembre 1942, en représailles au débarquement des Alliés en Afrique du Nord trois jours plus tôt, les Allemands envahissent la zone libre. Cet événement va inciter Mitterrand à entrer plus fermement dans la Résistance et à rejeter les positions du gouvernement de Vichy.
En janvier 1943, Mitterrand démissionne du Commissariat, à la suite du remplacement de Maurice Pinot par André Masson, partisan de la Collaboration. Il conserve cependant un poste à la tête des centres d'entraides. Il se met également en relation avec les Chantiers de jeunesse, une organisation de service national créée en zone Sud par Vichy après l’armistice, et avec les Compagnons de France, une association essentiellement destinée aux adolescents.
Au cours des réunions de février 1943 à Montmaur avec les membres de « la Chaîne », Mitterrand fait valoir ses arguments donnant priorité aux anciens prisonniers, en l’occurrence empêcher leur récupération par Pierre Laval, s’opposant ainsi à Michel Cailliau (le neveu du général de Gaulle), partisan d'une lutte armée immédiate. Le conflit entre les deux hommes persistera.
En février 1943, puis plus tard au printemps, il se rapproche de la puissante Organisation de résistance de l'Armée (ORA), en cours de formation. Il commence à prendre Morland comme pseudonyme, nom emprunté à la station de métro Sully-Morland, technique utilisée par les cagoulards. Il utilisera aussi les noms de code Purgon, Monnier, Laroche, capitaine François, Arnaud et Albre. Il cofonde le Rassemblement national des prisonniers de guerre avec Maurice Pinot financé par l'ORA.
Plusieurs membres du réseau Mitterrand-Pinot sont, en pratique, membres de l'ORA. François Mitterrand lui-même est considéré par le service Action de l'organisation comme un de ses membres. Plusieurs actions sont décidées en commun entre des dirigeants de l'ORA et des dirigeants du RNPG et exécutées par des militants des deux mouvements.
En mars 1943, Mitterrand rencontre Henri Frenay et le convainc de travailler avec lui. Grâce à Frenay, la Résistance intérieure soutient François Mitterrand contre Michel Cailliau. Mitterrand se retrouve ainsi au cœur d’un réseau d’influence qui comprenait l’ORA, Maurice Pinot et ses partisans, les Chantiers, les Compagnons, et les centres d’entraide, tandis que Michel Cailliau, en rupture avec « la Chaîne » de Montmaur, lance son propre réseau appelé le Mouvement de résistance des prisonniers de guerre et des déportés (MRPGD).
Cependant, la date du 28 mai 1943, lors de sa rencontre avec le gaulliste Philippe Dechartre, sera un tournant dans son adhésion à la Résistance. Selon Philippe Dechartre, la rencontre du 28 mai 1943 fut organisée, car : « il y avait trois mouvements [de Résistance :] […] le mouvement gaulliste, le mouvement communiste et un mouvement né des Centres d’entraide […] donc on m’a confié [à Philippe Dechartre] la mission de préparer ce qu’on appellerait ensuite la fusion [des trois mouvements] ».
En février ou mars 1943, parrainé par deux anciens « cagoulards » (Gabriel Jeantet, membre du cabinet du maréchal Pétain, et Simon Arbellot), et après l'instruction de son dossier par Paul Racine, il est décoré de l'ordre de la Francisque, par le maréchal Pétain : il est le récipiendaire no 2 202, délégué du Service national des prisonniers de guerre,. Cette décoration, remise au cœur de l'actualité par le journaliste Pierre Péan en 1994, marquera les derniers mois du second mandat de François Mitterrand.
Selon Jean Pierre-Bloch, chef de la section non militaire du Bureau central de renseignements et d'action (BCRA) à l'époque, « c'était sur notre ordre que François Mitterrand était resté dans les services de prisonniers de Vichy. Lorsqu'il a été proposé pour la Francisque, nous avons parfaitement été tenus au courant ; nous lui avions conseillé d'accepter cette “distinction” pour ne pas se dévoiler. » Pour lui, comme d'autres résistants qui travaillent pour Vichy, comme Bernard de Chalvron, Raymond Marcellin ou encore Maurice Couve de Murville, accepter cette distinction constitue une couverture idéale,.
L'activité du RNPG se déplace, au cours de l'année 1943, de la fourniture de faux papiers vers la fourniture de renseignements à la France libre. Selon Pierre de Bénouville, « François Mitterrand avait réussi à mettre sur pied un véritable réseau de renseignement dans les camps. Grâce aux prisonniers de guerre, nous avons pu prendre connaissance d'informations, parfois décisives, sur ce qui se passait derrière les frontières ». Philippe Dechartre a aussi confirmé l'importance du RNPG comme réseau de renseignement.
Le 10 juillet 1943, François Mitterrand et le militant communiste François Pyatzook sont les auteurs d'un coup d'éclat lors d'une grande réunion publique à Paris, salle Wagram, consacrée à la « relève » des prisonniers par les ouvriers. Au moment où André Masson flétrit la « trahison des gaullistes », François Mitterrand l'interpelle de la salle et lui dénie le droit de parler au nom des prisonniers de guerre, qualifiant la relève d'escroquerie. François Mitterrand n'est pas arrêté, sa fuite ayant été facilitée par François Pyatzook.
C'est au mois de novembre 1943 que François Mitterrand passe à la clandestinité, après que son appartement rue Nationale à Vichy a fait l'objet d'une descente de la Gestapo qui perquisitionne son domicile en son absence et y interpelle deux membres du réseau Mitterrand-Pinot qui sont envoyés en déportation dont l'un, le logeur M. Renaud, ne reviendra pas,. Un peu plus tard dans la journée, prévenue par un membre du réseau qui a pu s'échapper, l'épouse du colonel Pfister, dirigeant de l'Organisation de résistance de l'armée, fait remonter Mitterrand dans son train, en gare de Vichy, arrivant de Paris, car la Gestapo l'attend.
En novembre 1943, il se rend clandestinement par avion le 15 à Londres,,, puis à Alger, où il rencontre le général de Gaulle, le général Giraud et Pierre Mendès France. La rencontre fut âpre, de Gaulle demande que les organisations de prisonniers fusionnent sous l'égide de MRPGD, seule condition pour recevoir matériel et argent. « Contre Caillau, Mitterrand va finir par l'emporter à l'issue de cette réunion de Montmaur. Au neveu du Général qui réclame un plan global de résistance, il réplique que « ce n'est pas le moment ».
De Gaulle, relatant son entrevue avec Mitterrand à Alger à l'hiver 1943-1944, dit : « Il avait travaillé pour Vichy avec tant de zèle que ça lui avait valu la francisque. Il était entré dans ce corps d'élite. Voyant que ça allait mal tourner, il a voulu se dédouaner en entrant dans un réseau. [...] Mitterrand m'a demandé de lui confier la direction d'un réseau Charette, qui marchait très bien sans lui. Je n'avais pas envie de risquer de mettre un agent double dans un mouvement de résistance ». L'anecdote est rapportée en 1997 par Alain Peyrefitte dans le deuxième tome de C'était de Gaulle relatant son expérience de ministre de l'Information en 1962-1966 sous la présidence du général de Gaulle. Lorsque Peyrefitte rappelle à de Gaulle que Mitterrand a été ministre dans le gouvernement de la Libération, de Gaulle répond : « C'est faux ! Un mensonge de plus ! C'est un imposteur ! Il a été nommé secrétaire général à titre intérimaire ». De Gaulle appréciait peu Mitterrand et n'hésitait pas à le dénigrer, déformant volontairement la réalité des faits.
Le 18 mars 1944, Henri Frenay écrit à Michel Cailliau qu'il se « porte personnellement garant » de François Mitterrand, et que le général de Gaulle partage son point de vue. Suivant Philippe Dechartre, c'est alors qu'il est toujours en Angleterre que le fonctionnaire vichyste Jean-Paul Martin, en accord avec René Bousquet, le fait prévenir des risques imminents d'arrestation qui pèsent sur lui à son retour, la Gestapo l'ayant repéré.

## Ascension politique

### Ascension et glissement vers la gauche (1944-1954)
(indiquez la date de pose grâce au paramètre date).

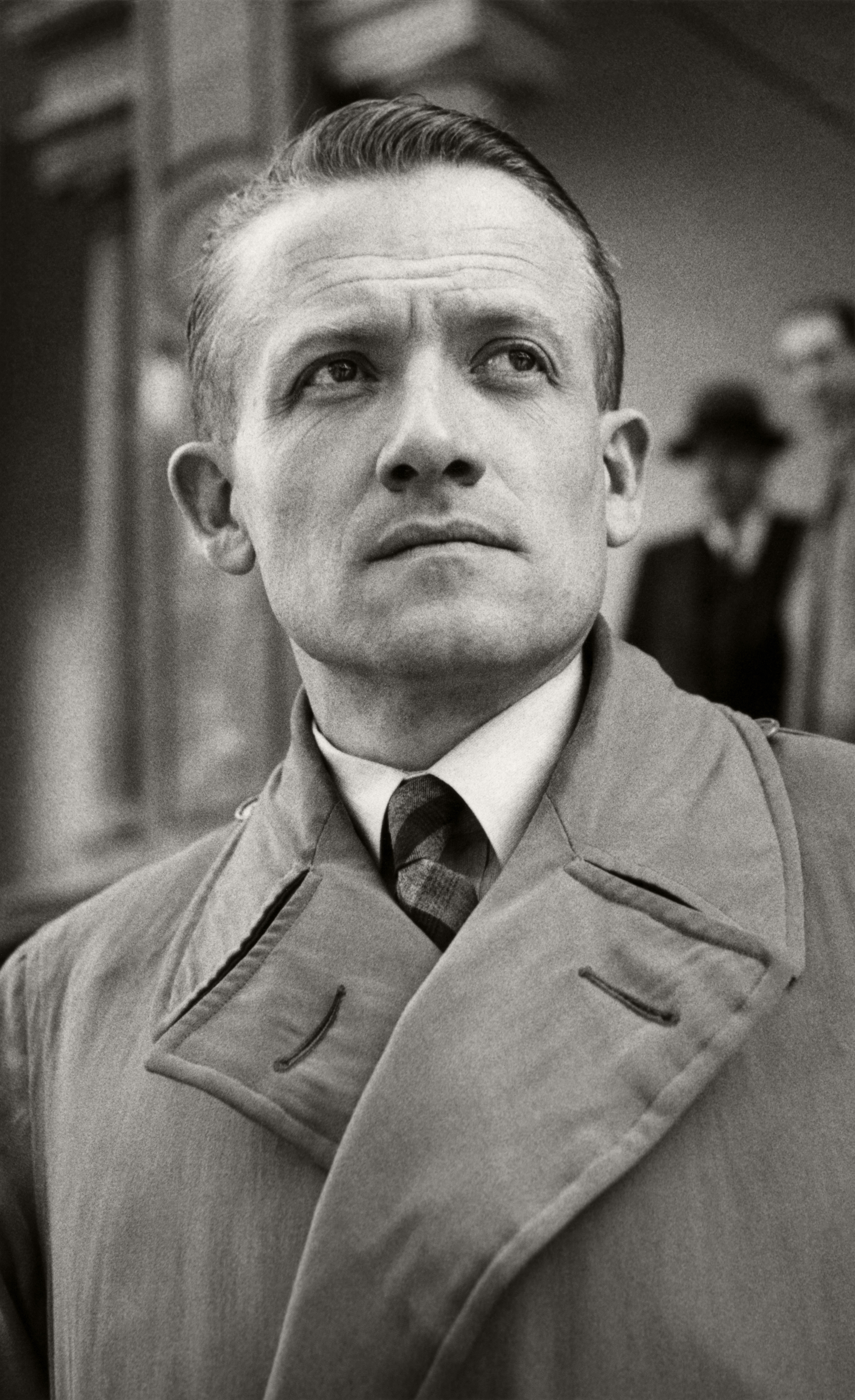
Henri Frenay durant les années 1940.

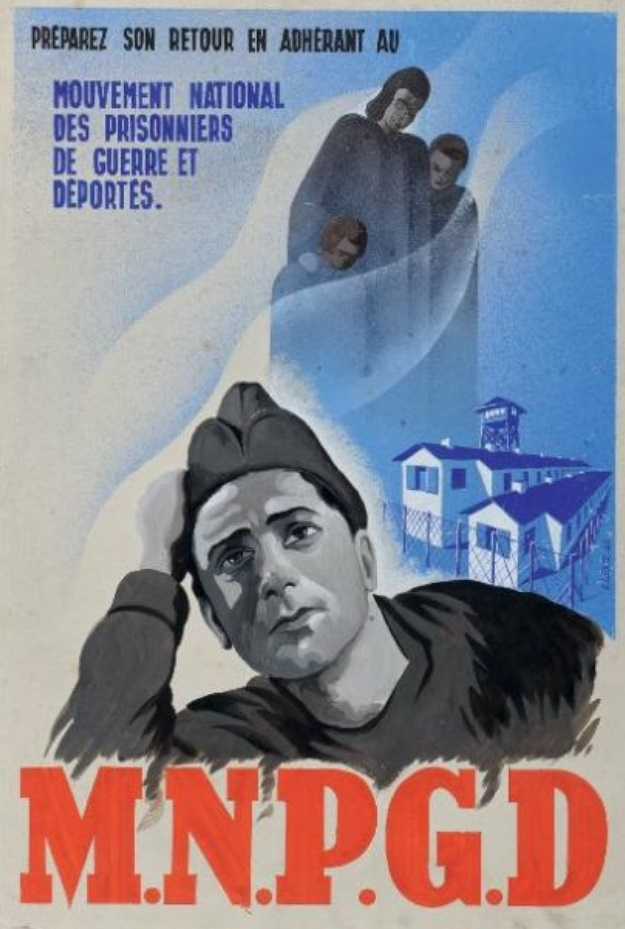
Projet d'affiche pour le Mouvement national des prisonniers de guerre et déportés (MNPGD), 1945.

De retour en France, François Mitterrand participe au gouvernement des secrétaires généraux voulu par le général de Gaulle avant l'installation du gouvernement provisoire à Paris. À partir de février 1944, il dirige le Mouvement national des prisonniers de guerre et déportés (MNPGD) qui unifie tous les réseaux de résistance de prisonniers de guerre. En mai 1944, il est nommé au sein du gouvernement provisoire secrétaire général aux Prisonniers, Déportés et Réfugiés (PDR), correspondant du ministre Henri Frenay dans l'attente de son retour de Londres. En août 1944, Mitterrand participe à la libération de Paris, où il participe à la prise du Commissariat général aux prisonniers de guerre et refuse le poste de secrétaire général PDR lorsque Frenay prend la tête du ministère le 2 septembre. Il est alors élu Président du MRPGD. Le 28 octobre 1944, il épouse la résistante Danielle Gouze à l'église Saint-Séverin, avec Jean Munier, Roger-Patrice Pelat, Henri Frenay et Christine Gouze comme témoins.
À son poste de secrétaire général des Prisonniers et des Victimes de guerre, il intervient en faveur de l'écrivain Robert Gaillard, qu'il a connu en captivité.
En avril 1945, François Mitterrand accompagne le général Lewis comme représentant de la France pour la libération des camps de Kaufering et de Dachau, à la demande du général de Gaulle. C'est là, en compagnie de Pierre Bugeaud, qu'il découvre, « par un hasard providentiel », Robert Antelme, mari de son amie Marguerite Duras, à l'agonie, atteint du typhus. Les mesures sanitaires interdisant de l'évacuer, il organise le transfert de cet ancien membre de son réseau. Rétabli, celui-ci sera l'auteur d'un livre important sur la déportation : L'Espèce humaine.
En 1945, François Mitterrand et André Bettencourt apportent un témoignage en faveur du fondateur du groupe L'Oréal, mais aussi collaborateur et ancien financier de la Cagoule, Eugène Schueller. François Mitterrand est alors brièvement engagé comme président-directeur général des Éditions du Rond-Point et directeur du magazine Votre Beauté appartenant au groupe fondé par Schueller.
En février 1946, François Mitterrand adhère à l'Union démocratique et socialiste de la Résistance (UDSR), qu'il préside ensuite de 1953 à 1965 et qui lui offre un premier laboratoire politique.
Candidat aux élections de la seconde Assemblée constituante, le 6 juin 1946, dans la 5e circonscription de la Seine, il ne recueille que 6 % des voix. Par la suite, François Mitterrand hésite entre s'implanter politiquement dans la Vienne ou dans la Nièvre. Eugène Schueller le convainc alors de se présenter dans la Nièvre sous l'étiquette du Rassemblement des gauches républicaines. Pour sa campagne, il bénéficie du soutien d'Edmond Barrachin et de financements du marquis de Roualle, patron du jambon Olida. Avec l'aide du clergé et des notables nivernais, François Mitterrand est élu, le 10 novembre 1946, député de la Nièvre, à la tête d'une liste « Unité et action républicaine », au programme anticommuniste. François Mitterrand abandonne alors ses fonctions aux éditions du Rond-Point.
François Mitterrand devient en 1947 l'un des plus jeunes ministres de France avec le portefeuille des Anciens Combattants et des Victimes de guerre dans le gouvernement du socialiste Paul Ramadier..
En mai 1948, parmi 800 délégués (dont Konrad Adenauer, Léon Blum, Winston Churchill, Harold Macmillan, Paul-Henri Spaak et Altiero Spinelli), il participe au congrès de La Haye, à l'origine du Mouvement européen, auquel il adhère.
Après son élection sur un territoire qu'il connaissait peu, François Mitterrand travaille son implantation locale dans la Nièvre et noue des liens durables avec la population locale. Il est présent annuellement à la commémoration de la fusillade par les soldats nazis de la population de Dun-les-Places. Après sa découverte du site en 1946, il procède annuellement à l'ascension de la roche de Solutrée. Ainsi, il l'emporte aux élections cantonales de 1949, devenant conseiller général de la Nièvre dans le canton de Montsauche-les-Settons. Il est réélu en 1955, 1961, 1967, 1973 et 1979 et préside le Conseil général de 1964 à 1981.

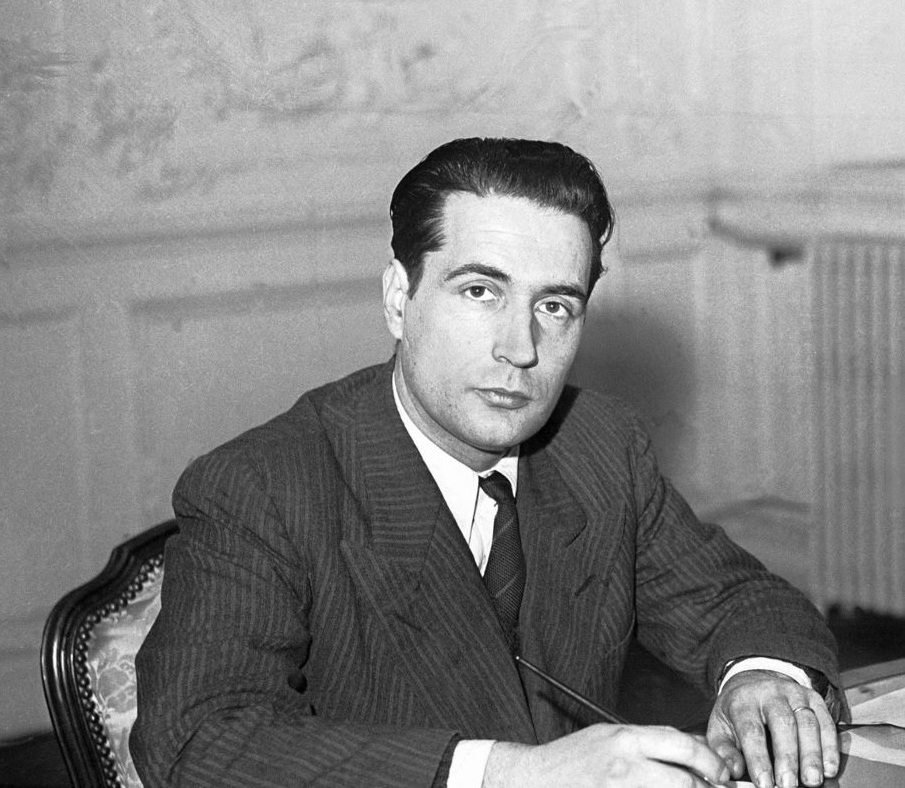
François Mitterrand, ministre des Anciens Combattants et des Victimes de guerre (février 1947).

En 1950, René Pleven le nomme ministre de l'Outre-Mer. Il est partisan de l'instauration d'une union franco-africaine où les territoires d'outre-mer jouiraient d'une autonomie négociée et librement consentie et s'efforce d'améliorer le sort des Africains, encore soumis à un régime très dur. Il est alors traité de « bradeur d'empire » : il s'attire dès cette époque une vive hostilité de la part des colons et du RPF, le parti gaulliste de l'époque, qui s'exprime notamment par la voix de Jacques Foccart, Édouard Frédéric-Dupont et Maurice Bayrou,. Missionné par René Pléven, il négocie avec Félix Houphouët-Boigny pour le convaincre de détacher son parti le Rassemblement démocratique africain du parti communiste auquel il est apparenté et détendre ainsi les rapports avec l'administration française. Lors des élections législatives de 1951, le RDA présente une liste commune avec l'UDSR. Afin de consolider cette politique libérale, François Mitterrand relève le gouverneur Laurent Péchoux, qui avait été nommé par son prédécesseur Paul Coste-Floret pour démanteler le RDA. François Mitterrand s'aliène alors le MRP.
En août 1951, le Mouvement républicain populaire obtient de René Pleven que François Mitterrand quitte le ministère de l'Outre-Mer. Ne faisant plus partie du gouvernement, François Mitterrand, réélu à l'Assemblée le 17 juin 1951, devient président du groupe parlementaire et renforce son influence sur l'UDSR, et obtient l'élection, au poste de secrétaire général, d'un de ses partisans, Joseph Perrin. Pour autant, il conserve sa loyauté à René Pleven, resté président du Conseil.
Du 20 janvier au 28 février 1952, François Mitterrand estministre d'État sous le gouvernement d'Edgar Faure. Il est chargé du dossier tunisien et esquisse un plan d'autonomie interne. Mais le gouvernement est renversé six semaines seulement après sa formation. Les libéraux en matière coloniale (c'est-à-dire ceux qui refusent la répression systématique et prônent l'égalité des droits entre colons et colonisés, puis l'autonomie, voire l'indépendance si elle est réclamée avec force par la population et un interlocuteur crédible) sont provisoirement écartés du pouvoir,.
Après la formation du gouvernement d'Antoine Pinay, François Mitterrand critique la participation systématique de l'UDSR aux gouvernements et demande un recentrage à gauche. Il dénonce à l'Assemblée la politique répressive du gouvernement et défend avec vigueur le droit des Tunisiens à l'autonomie.
Il intègre avec une centaine de personnalités le « manifeste France-Maghreb » présidé par François Mauriac, rendu public le 8 juin 1953 demandant que « soient mis en œuvre tous les moyens légaux pour que les principes des droits de l'homme soient appliqués sans distinctions en Afrique du Nord »,.
Le 4 juin 1953, l'investiture de Pierre Mendès France est rejetée, n'obtenant que 301 voix sur les 314 requises. C'est un revers pour François Mitterrand qui s'est rapproché de Mendès France — qui il confie la préface de son livre à paraître en juillet 1953 Aux Frontières de l'Union française. Indochine-Tunisie — et sa volonté de négocier pour mettre un terme à la guerre d'Indochine, en opposition à la ligne du président de l'UDSR René Pleven. L'impopularité de cette guerre sera une raisons de sa prise de la présidence de UDSR le 23 novembre 1953,. François Mitterrand le défait alors par 402 mandats contre 337.
Alors qu'il déclarait le 20 octobre 1951 à la tribune d'un congrès de l'UDSR « Je ne puis imaginer que chacun de nos territoires puisse être amené à se gérer lui-même », François Mitterrand admet en 1953 dans son livre qu'il faut renoncer à poursuivre la guerre en Indochine, il souhaite consolider l'empire colonial français en Afrique, allant même à conditionner l'intégration européenne au fait que celle-ci intègre l'Union française. 
Le 28 juin 1953, il intègre cependant le premier gouvernement Laniel comme ministre délégué au Conseil de l'Europe. S'il est muet sur la répression de la manifestation du 14 juillet 1953, il n'hésite pas à contredire la ligne gouvernementale dans son livre. Il démissionne peu après, en réaction à la répression de menée au Maroc et en Tunisie. 
Plus généralement, l'élection de François Mitterrand marque une évolution de l'UDSR vers des positions plus à gauche. Le nouveau président du parti « se positionne dès lors pour atteindre l'hôtel Matignon ». Il soutient alors une ligne libérale (mais déjà commune à cette époque) pour l'outre-mer : arrêt de la guerre d'Indochine, constitution d'un ensemble franco-africain, fédéral puis confédéral (ce qui revient à accorder l'autonomie, voire l'indépendance-association aux territoires colonisés).

### Dans la tourmente de la guerre d'Algérie (1954-1958)

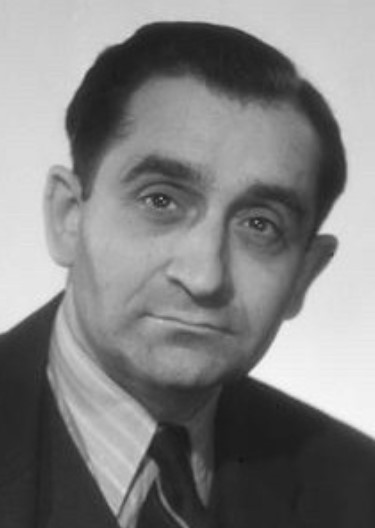
François Mitterrand est ministre de l'intérieur du gouvernement de Pierre Mendès France.

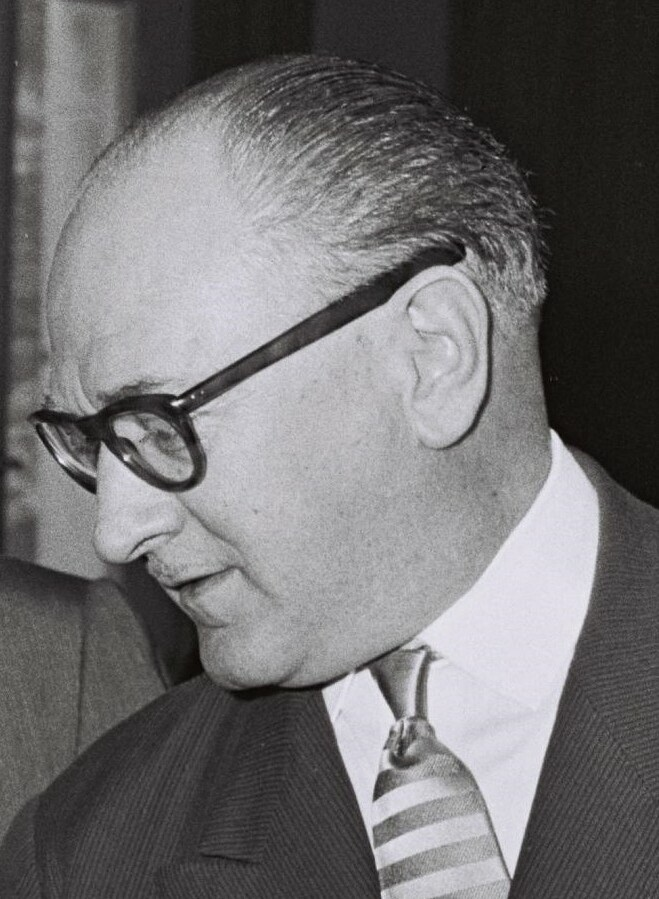
François Mitterrand est garde des sceaux du gouvernement de Guy Mollet.

En 1954, il est nommé ministre de l'Intérieur dans le gouvernement Mendès France, formé en juin, qui met fin à la guerre d'Indochine par les accords de Genève du 21 juillet et reconnaît l'autonomie interne de la Tunisie par le discours de Carthage du 31 juillet. François Mitterrand est alors opposé à l'indépendance de l'Algérie. Ses tentatives de muter le gouverneur général Léonard et le directeur de la mosquée de Paris, puis d'augmenter le SMIG d'Algérie, rencontrent l'hostilité des colons et de l'administration,. En septembre, il est l'objet de rumeurs malveillantes dans le cadre de l'affaire des fuites. Il s'avère que Mendès France a fait faire depuis deux mois une enquête discrète par son directeur de cabinet, André Pélabon, sur des fuites ayant eu lieu au Comité supérieur de la Défense nationale ; le président du Conseil n'en a informé ni son ministre de l'Intérieur ni son ministre de la Défense nationale,. Deux hauts fonctionnaires seront condamnés pour trahison.
Du 19 au 23 octobre 1954, il se rend en Algérie, où il rencontre une nette hostilité de la part des partisans de l'Algérie française. Le 12 novembre, à la tribune de l'Assemblée nationale, alors que les premiers conflits de la guerre d'Algérie éclatent, il déclare : « La rébellion algérienne ne peut trouver qu'une forme terminale : la guerre. », puis « L'Algérie, c'est la France. »
En novembre 1954, le gouvernement annonce une forte augmentation des investissements sociaux en Algérie dans l'agriculture et l'éducation, et entend préparer « l'égalité des citoyens […] des chances égales à tous ceux, quelle que soit leur origine, qui naissent sur le sol algérien. » François Mitterrand, ministre de l'Intérieur, autorise alors Germaine Tillion à mener une enquête dans la zone d'insurrection, afin, entre autres, de signaler les éventuelles exactions policières. En accord avec le président du Conseil, il fusionne la police d'Alger avec celle de Paris. Les décrets du 20 janvier 1955, qui mettent fin à l'autonomie de la police d'Algérie, contribuent à permettre la mutation de deux cents agents soupçonnés d'actes de torture ou de l'avoir encouragée. Parmi eux, le directeur des Renseignements généraux d'Alger. Les députés conservateurs en matière coloniale critiquent fermement cette décision. D'après François Mitterrand, la suppression de ce « système détestable » est à l'origine de la chute du gouvernement Mendès France, un mois plus tard (lettre à Pierre Mendès France, 31 août 1959). En tout état de cause, le sénateur Henri Borgeaud, porte-parole des pieds-noirs, avait ainsi menacé : « Si vous fusionnez les polices, nous voterons contre votre gouvernement ».
François Mitterrand assiste Pierre Mendès France dans les négociations qui aboutissent à l'autonomie de la Tunisie et du Maroc.
L'Assemblée nationale ayant été une nouvelle fois dissoute, il mène campagne dans la Nièvre et conserve son siège lors des élections du 2 janvier 1956. Un mois plus tard, il est nommé garde des Sceaux dans le gouvernement Mollet. François Mitterrand participe aux travaux du gouvernement, qui accorde l'indépendance à la Tunisie et au Maroc, l'autonomie à l'Afrique noire. Sur la question algérienne, il critique fermement (en privé,) la dérive répressive qui suit l'échec de la tentative de libéralisation, en février 1956. Toutefois, c'est lui qui est chargé par le Conseil des ministres de défendre le projet de loi remettant les pouvoirs spéciaux à l'armée. Il donne systématiquement son aval, en tant que garde des Sceaux, aux nombreuses sentences de mort prononcées par les tribunaux d'Alger contre des militants de la lutte pour l'indépendance, notamment Fernand Iveton, membre du Parti communiste algérien (PCA), guillotiné à Alger le 11 février 1957. Sous son ministère, quarante-cinq militants algériens sont condamnés à mort de manière souvent expéditive pour lesquels Mitterrand ne donne que sept avis favorables à la grâce, refusant de gracier dans 80 % des cas connus, six avis étant manquants. Les témoins cités par son biographe Jean Lacouture décrivent un homme profondément hésitant. Cependant, au risque de s'exposer à l'accusation d'avoir couvert, voire encouragé des pratiques renouvelées de celles de la Gestapo et relevant pour le moins du crime de guerre, il reste au gouvernement, car il veut accéder à la présidence du Conseil, où ses pouvoirs seraient plus importants.
D'autre part, comme garde des Sceaux du gouvernement Mollet (de février 1956 à juin 1957), en rédigeant et faisant adopter la loi de mars 1956 qui donnait tous pouvoirs aux militaires en matière de justice sur le sol algérien, François Mitterrand a créé les conditions légales de la torture en Algérie, dans le temps où Bourgès-Maunoury, son collègue au ministère de la Défense nationale, ferme partisan d'une solution militaire, faisait instituer les techniques contre-insurrectionnelles inspirées par Lacheroy et Hogard qui permirent au général Massu, assisté du colonel Trinquier, de gagner la bataille d'Alger (janvier à octobre 1957).
Dans un tout autre domaine, il fait adopter le statut de l'Agence France-Presse le 10 janvier 1957.
Après la démission de Guy Mollet, François Mitterrand refuse de participer à un gouvernement, à moins de le diriger. Il n'y parvient pas, bien que le président René Coty ait sérieusement envisagé de faire appel à lui.
Le 1er juin 1958, il refuse de voter la confiance à Charles de Gaulle, expliquant ainsi son vote :

« Lorsque, le 10 septembre 1944, le général de Gaulle s'est présenté devant l'Assemblée consultative provisoire issue des combats de l'extérieur ou de la Résistance, il avait près de lui deux compagnons qui s'appelaient l'honneur et la patrie. Ses compagnons d'aujourd'hui, qu'il n'a sans doute pas choisis, mais qui l'ont suivi jusqu'ici, se nomment le coup de force et la sédition. […] En droit, le général de Gaulle tiendra ce soir ses pouvoirs de la représentation nationale ; en fait, il les détient déjà du coup de force. »

En septembre 1958, il appelle à voter non au référendum sur la Constitution, qui est néanmoins adoptée à une très large majorité, puis promulguée le 4 octobre.
Dans la 3e circonscription de la Nièvre, François Mitterrand est battu aux élections législatives de 1958 rétablissant le scrutin uninominal à deux tours. Arrivé troisième au premier tour le 23 novembre 1958, il se maintient face au socialiste Daniel Benoist, conseiller général du canton de Luzy, contribuant à faire élire le 30 novembre 1958 le candidat républicain indépendant Jehan Faulquier, conseiller général du canton de Corbigny.

### Survie politique et premières tentatives d'union de la gauche (1959-1971)

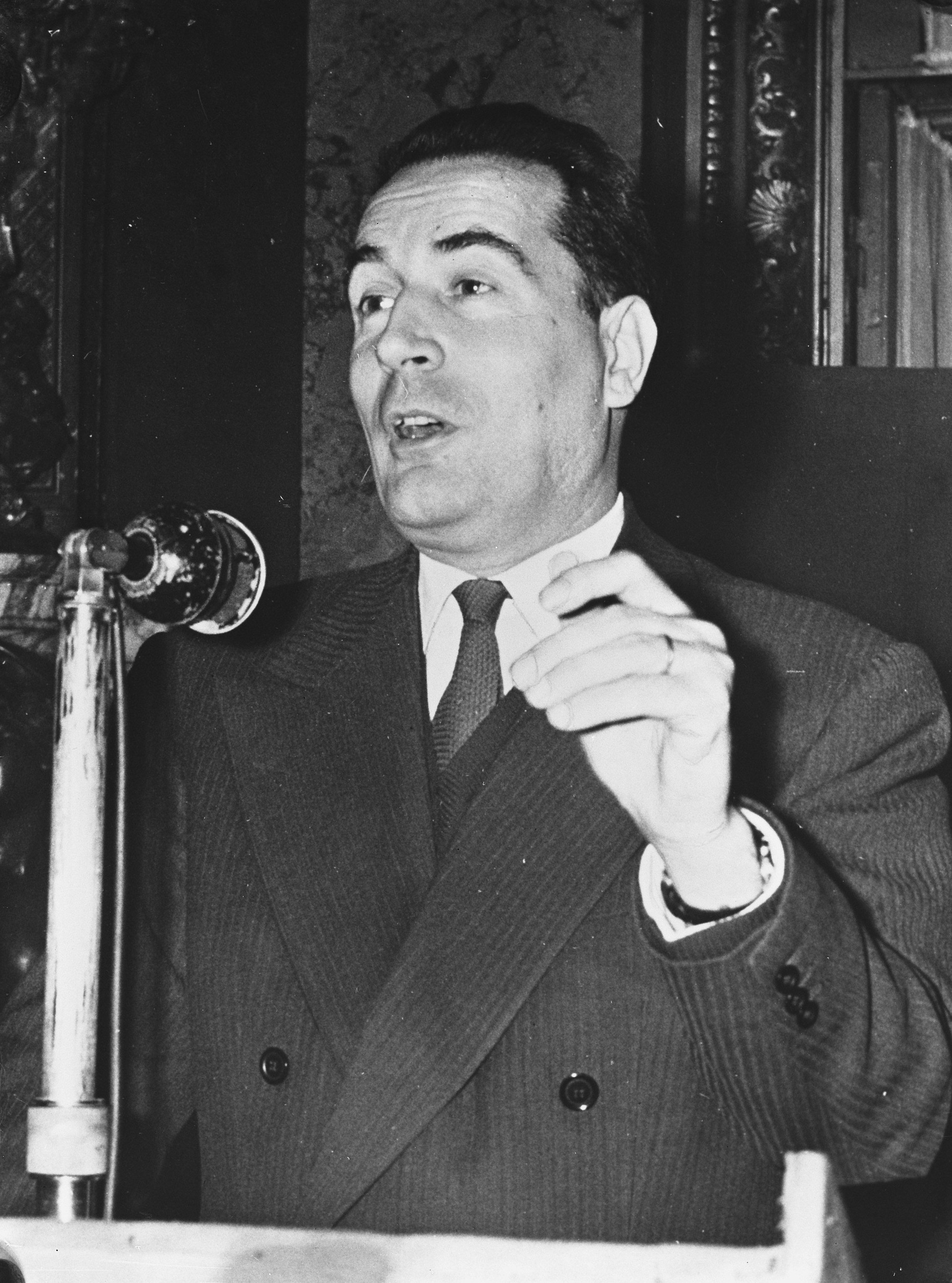
François Mitterrand en 1959.

En mars 1959, il est élu maire de Château-Chinon (il le reste jusqu'à mai 1981) et, un mois plus tard, sénateur de la Nièvre. Il s'inscrit au groupe de la Gauche démocratique.
En octobre 1959, a lieu l'attentat de l'Observatoire dans lequel François Mitterrand est mis en cause et qui le mène, après la levée de son immunité parlementaire, à être inculpé le 9 décembre pour outrage à magistrat au motif d'avoir caché à la justice ses rencontres avec Robert Pesquet, l'auteur de l'attentat et après que, dans une nouvelle version qu'il donne au juge d’instruction, il révèle que Pesquet, devant participer directement à l'attentat, lui aurait suggéré un attentat manqué. La loi d'amnistie de 1966 met fin à la procédure.
Il effectue en 1961 un voyage en Chine où il rencontre Mao Zedong.
Le 18 mai 1962, François Mitterrand est appelé à témoigner à décharge au procès du général Salan par Jean-Louis Tixier-Vignancour. Le témoignage de Mitterrand porta sur l'« affaire du bazooka », tentative d'assassinat perpétrée contre le général Salan le 16 janvier 1957 et qui avait fait un mort, le colonel Rodier. Mitterrand appuya la thèse de Salan à propos du complot gaulliste fomenté (plus ou moins indirectement, c'est selon) par Michel Debré (d'autres personnalités comme Roger Frey et Alain Griotteray furent aussi citées comme prenant aussi plus ou moins part au complot). Cette thèse du complot gaulliste fomenté directement par Debré fut reprise par Mitterrand dans un éditorial du Courrier de la Nièvre. Les auteurs et commanditaires de l'attentat, Philippe Castille, Michel Fechoz et René Kovacs notamment, avaient motivé leur action par la nécessité de remplacer le général Salan, considéré avec Pierre Mendès France comme le liquidateur de l'Indochine, par un général authentiquement favorable à l'Algérie française. Pour François Mitterrand, « Raoul Salan garde le droit de récuser certains de ses accusateurs qui, pour corriger la maladresse de l'avoir manqué, firent de lui plus tard son complice dans les événements de mai 1958 qui ramenèrent le général de Gaulle au pouvoir ». Une partie de la gauche s'en prit alors à Mitterrand, lui reprochant d'être intervenu dans un règlement de comptes au sein de la droite française, d'avoir été jusqu'à saluer Salan dans son box et d'avoir pris place au milieu de ses partisans.
Le 25 novembre 1962, Mitterrand retrouve son siège de député de la Nièvre et abandonne celui de sénateur. À l'Assemblée nationale, il appartient au Rassemblement démocratique, groupe de centre-gauche proche du Parti radical et présidé par Maurice Faure.
Lors du référendum de 1962 sur l'élection au suffrage universel du président de la République, il appelle à voter « non », alors que le « oui » l'emporte avec 62,25 % des suffrages exprimés.
En 1964, il devient président du conseil général de la Nièvre. Il prend la tête de la Convention des institutions républicaines (CIR) et publie Le Coup d'État permanent, qui renforce sa position d'opposant de gauche à Charles de Gaulle.
Conscient des divisions de la gauche et de la difficulté de se placer en chef de file (Paris égaré par ses intellectuels de gauche), François Mitterrand décide de concentrer ses attaques contre l'image même du général de Gaulle, image renforcée, en particulier, par son célèbre appel du 18 Juin. En effet, François Mitterrand craignait que l'image de De Gaulle, bien ancrée dans l'opinion, réduise ses chances dans une élection au suffrage direct, même avec une gauche rénovée.
En outre, la séparation des pouvoirs et les domaines réservés prévus par la Constitution en cas de cohabitation conduisent François Mitterrand à radicaliser sa position.
D'où l'agressivité vis-à-vis du chef de l'état, qu'il manifeste en 1964 lorsqu'il précise : « qu'il importe que l'opposition s'affirme sans accommodement. Il n'y a d'opposition qu'inconditionnelle dès lors qu'il s'agit de substituer un système de gouvernement à un autre. Retoucher, aménager, corriger le pouvoir absolu c'est déjà composer avec lui, c'est mimer l'opposition de Sa Majesté qui, autant que la majorité, participe au régime qui le soutient. »

### Candidature à l'élection présidentielle de 1965
En 1965, bien que représentant d'une petite formation politique (la CIR), il est le candidat unique de la gauche à l'élection présidentielle. Il axe sa campagne sur le changement comme l'indique son slogan de campagne : « Un président jeune pour une France moderne ». Son résultat semble inespéré (en seconde position avec 31,78 % des suffrages), tout comme celui du candidat centriste Jean Lecanuet (15 % des suffrages). Les sondages donnaient à l'époque Charles de Gaulle, largement réélu au premier tour avec 66 % et 75 %. François Mitterrand reçoit alors l'appui pour le second tour de toute la gauche, mais aussi du conservateur modéré Paul Reynaud, et d'une partie de l'extrême droite : Jean-Louis Tixier-Vignancour et des partisans de l'OAS. Au soir du second tour, Mitterrand est battu avec le score de 44,80 % des suffrages contre 55,20 % au général de Gaulle.

### Président de la Fédération de gauche (1965-1968)

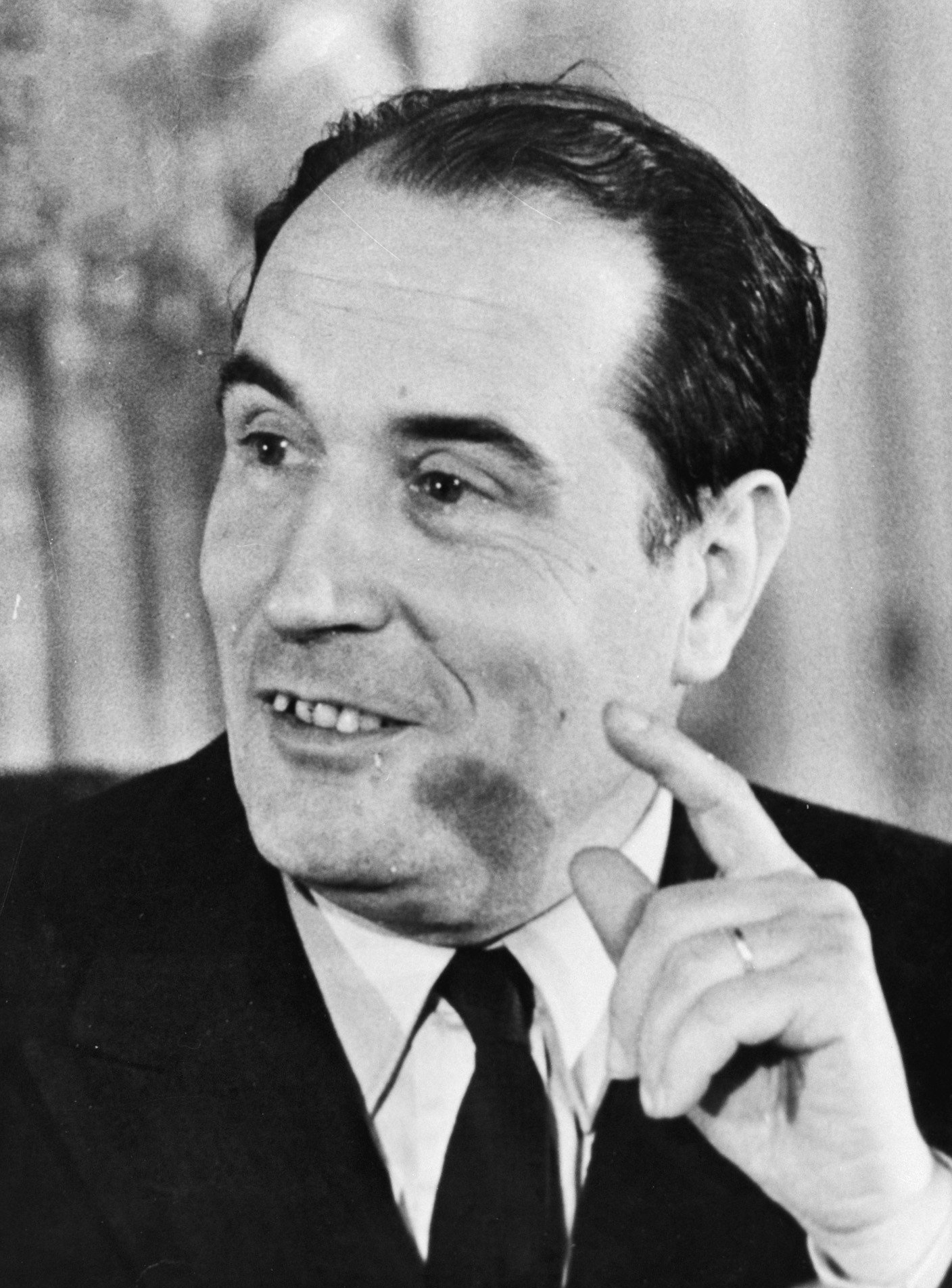
François Mitterrand en 1968.

Fort de ce résultat (peu de gens pensaient initialement que de Gaulle pouvait être mis en ballottage), il prend la tête de la Fédération de la gauche démocrate et socialiste (FGDS), qui regroupe les petits partis de la gauche non communiste (essentiellement la SFIO, le Parti radical, la CIR et divers clubs). Il forme également le premier contre-gouvernement en France, en 1966, expérience qui ne dure qu'un an. Aux élections législatives de mars 1967, le scrutin uninominal à deux tours et la nouvelle disposition qui relève le seuil et élimine du second tour tous les candidats n'ayant pas obtenu au premier tour au moins 10 % des inscrits, favorisent la majorité sortante face à une opposition hétéroclite (PC, PS et centristes de Jacques Duhamel) et désunie. Mais avec 194 sièges, l'ensemble des partis de gauche (FGDS, Parti communiste) parvient à gagner 63 sièges, le Parti communiste restant la principale force de gauche avec 22,5 % des suffrages.
Néanmoins, la coalition gouvernementale est reconduite avec une majorité réduite à un seul siège à l'Assemblée nationale (247 sièges sur 487, dont 231 sièges en métropole). En métropole, au premier tour, l'ensemble de la gauche (FGDS, PSU, PCF) obtient même plus de voix que les seuls partis gouvernementaux gaullistes et giscardien (46 % contre 42,6 %), alors que le Centre démocrate de Duhamel recule de trois points à 7 % des voix. Mais avec le taux exceptionnel en France de 38 % des suffrages (en hausse de deux points par rapport au précédent scrutin), l'Union pour la Ve République reste le premier parti de France.
Le 28 mai 1968, il déclare : « il convient dès maintenant de constater la vacance du pouvoir et d'organiser la succession ». Cette déclaration est faite la veille du départ du général de Gaulle, parti consulter le général Massu en Allemagne. Il propose le nom de Mendès France pour former le gouvernement provisoire et annonce qu'il est candidat à la présidence de la République, au cas où une élection anticipée aurait lieu. De Gaulle a en effet annoncé qu'il organiserait un référendum, et qu'il démissionnerait si le « non » l'emportait (une idée à laquelle le général a finalement renoncé).
Le discours du 30 mai de De Gaulle réplique de façon sèche. Les élections législatives anticipées de juin 1968 se soldent par un raz-de-marée gaulliste (293 sièges pour la seule UNR et 61 sièges aux républicains indépendants) et une majorité à droite jamais vue depuis le Bloc national de 1919, alors que la gauche s'effondre de 194  à   91 députés. François Mitterrand parvient toutefois à sauver son siège de député.
En 1969, Mitterrand ne se présente pas à la présidence de la République, car il a perdu le soutien de Guy Mollet, qui refuse de lui accorder le soutien de la SFIO. La gauche, représentée par Gaston Defferre pour les socialistes, Jacques Duclos pour les communistes, et Michel Rocard pour le PSU, est éliminée du second tour de l'élection présidentielle, qui voit la victoire de Georges Pompidou face au centriste Alain Poher.

### Premier secrétaire du Parti socialiste (1971-1981)

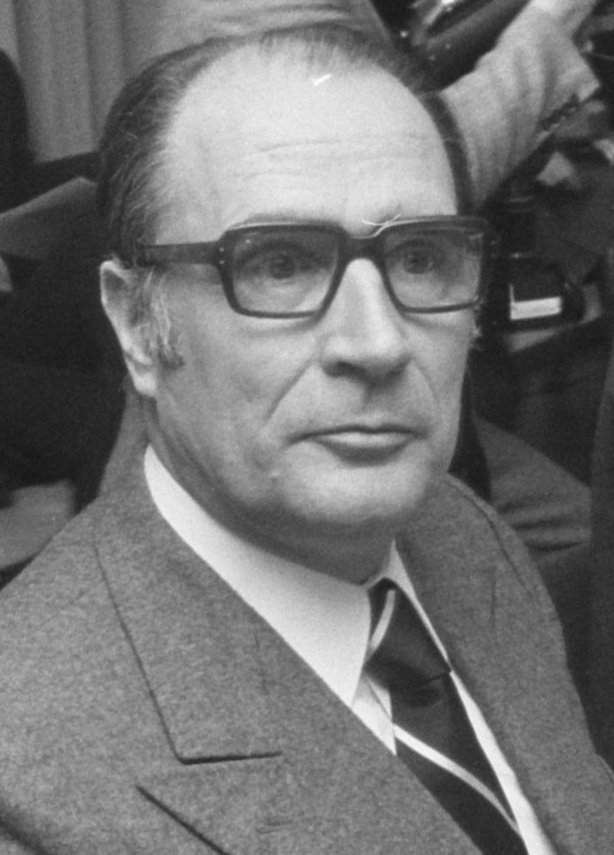
François Mitterrand en 1974.

Lors du congrès d'Épinay de 1971, la Convention des institutions républicaines se fond dans le Parti socialiste (créé en 1969 en remplacement de la SFIO). François Mitterrand est élu premier secrétaire du PS, avec l'appui de l'aile gauche du parti, le CERES mené par Jean-Pierre Chevènement, et celui de deux puissantes fédérations, celles du Nord de Pierre Mauroy et des Bouches-du-Rhône de Gaston Defferre. Comme l'a rapporté Pierre Mauroy dans ses Mémoires, François Mitterrand n'envisageait pas initialement de devenir premier secrétaire : cette tâche devait revenir au dirigeant du Nord, et François Mitterrand lui-même devait exercer un rôle comparable à celui de Léon Blum entre 1921 et 1938. Mais Augustin Laurent aurait réclamé que Pierre Mauroy fût son successeur à la mairie de Lille sans exercer de responsabilités nationales.
En juin 1972, il signe le Programme commun de la gauche avec le Parti communiste de Georges Marchais et le Mouvement des radicaux de gauche de Robert Fabre.
Aux élections législatives de 1973, le Parti socialiste obtient presque autant de voix que le Parti communiste au premier tour et davantage au second, mettant fin à une supériorité qui remontait à 1946. Les élections cantonales qui ont lieu en septembre de la même année confirment cette évolution. Par ailleurs, le PSU chute de 4 à 2 % par rapport à 1968. Au congrès du PS tenu à Grenoble la même année, la motion finale de François Mitterrand obtient 96 % des voix.
Le 2 avril 1974, le président de la République, Georges Pompidou, meurt des suites d'une longue maladie. François Mitterrand est désigné candidat du Parti socialiste le 8 avril, puis devient le candidat unique de la gauche. 
La campagne est rude: le ministre de la sécurité sociale évoque à la télévision l'image des « chars russes place de la Concorde », en raison des alliés communistes de Mitterrand et cette menace sera à nouveau utilisée lors de la campagne présidentielle suivante,, cette fois par Michel Poniatowski, ministre de l’Intérieur du président Valéry Giscard d'Estaing. Deux décennies plus tôt, Nekrassov, comédie parodique du maccarthysme à la française, écrite par Jean-Paul Sartre, s'était déjà moqué de cette peur rouge, qui sera citée dans le débat public quatre décennies de suite. 
Le 19 mai 1974, lors du second tour de l'élection présidentielle, François Mitterrand est battu par Valéry Giscard d'Estaing, avec 49,19 % des voix au second tour.
Aux élections cantonales 1976 et aux élections municipales 1977, le PS devance nettement le PCF. En septembre 1977 a lieu la rupture de l'union de la gauche alors que les communistes, se sentant menacés, posaient de nouvelles conditions à l'actualisation du Programme commun.
À l'issue du second tour des élections législatives de 1978, la gauche, majoritaire au premier tour, est battue par la droite (UDF-RPR), qui obtient 291 sièges contre 200 à la gauche. Michel Rocard remet alors en cause François Mitterrand et la direction du Parti socialiste.

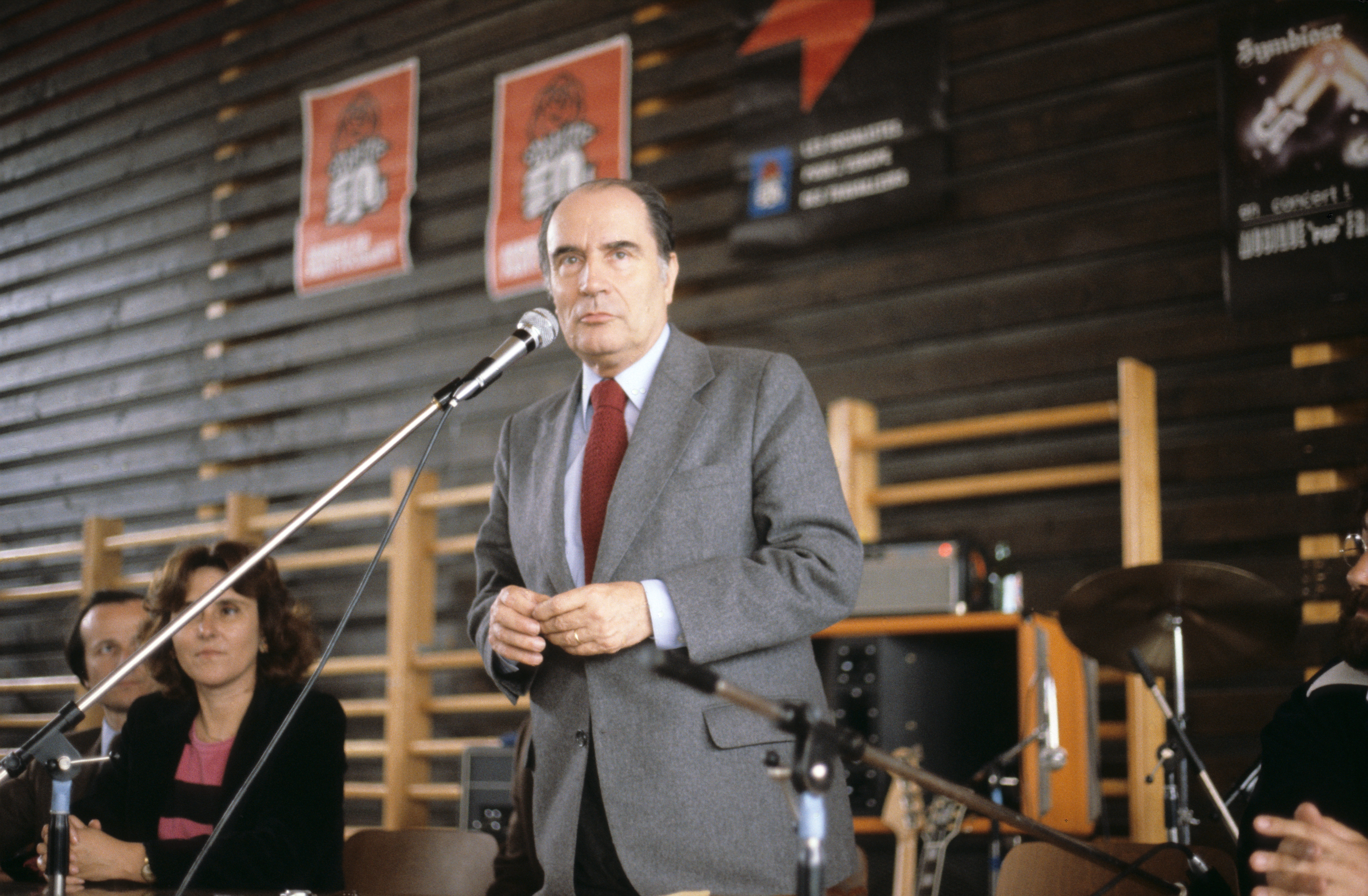
François Mitterrand tenant une réunion publique (Strasbourg, 1 mai 1979).

En avril 1979, François Mitterrand s'allie avec le CERES de Jean-Pierre Chevènement contre Michel Rocard (la « deuxième gauche ») pour remporter le congrès de Metz du Parti socialiste.

### Victoire à l’élection présidentielle de 1981
Au cours de l'année 1980, il annonce sa candidature à l'occasion d'une entrevue avec Luce Perrot pour la promotion de son Ici et maintenant. Lors du congrès extraordinaire de Créteil, qui se déroule en janvier 1981, il est désigné candidat du PS avec 83,64 % des voix. Il adopte les « 110 propositions pour la France » comme programme, recyclant bon nombre de propositions du Programme commun. En même temps, il dévoile son slogan pour cette élection, « La force tranquille ».

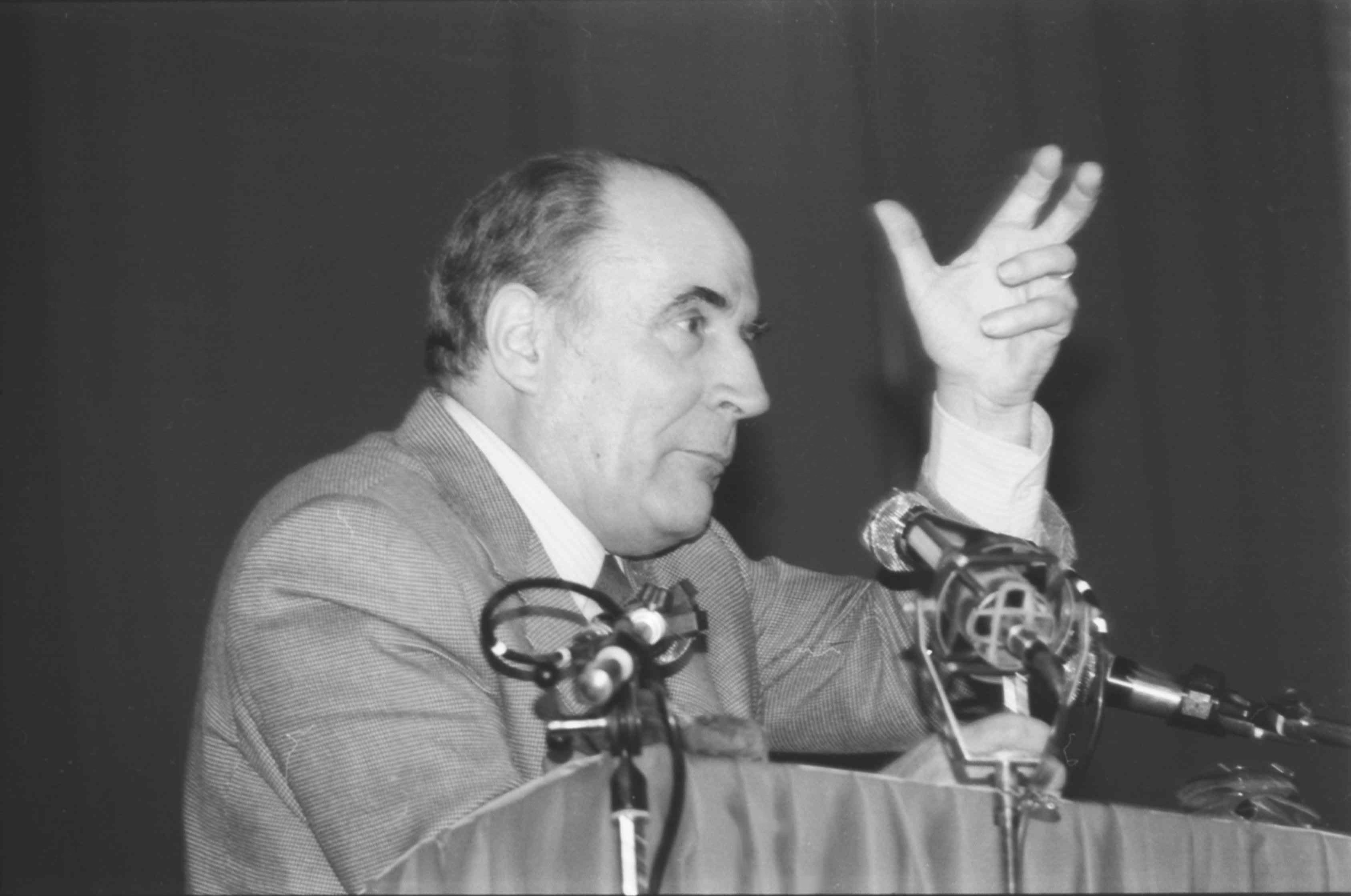
François Mitterrand lors d'un meeting de campagne, le 7 avril 1981.

Le 26 avril 1981, au premier tour de l'élection présidentielle, il recueille 25,85 % des voix, contre 28,32 % pour Valéry Giscard d'Estaing. Jacques Chirac obtient 18,00 % des suffrages et Georges Marchais 15,35 %.
Durant l'entre-deux-tours, François Mitterrand bénéficie du ralliement des communistes et de l'attitude de Jacques Chirac, qui se montre réticent à soutenir le président sortant. Déclarant son intention de voter pour Valéry Giscard d'Estaing « à titre personnel », Jacques Chirac refuse de donner une consigne de vote, tandis que plusieurs permanences du RPR appellent leurs militants à voter en faveur du candidat socialiste,,. En fait, dès 1980, un accord secret avait été trouvé, au domicile d'Édith Cresson, entre François Mitterrand et Jacques Chirac, ce dernier promettant de faire en sorte que son électorat se porte au second tour sur le candidat du PS, en espérant profiter du désenchantement de l'alternance,,,. Alors que Jacques Chirac a toujours publiquement démenti l'existence d'un tel accord,,, François Mitterrand en a révélé l'existence à Valéry Giscard d'Estaing en décembre 1995, estimant que sans cet accord, avec 550 000 voix à la clé, il ne pouvait être élu. Plusieurs personnalités politiques, dont Édith Cresson, confirment par la suite cet accord secret,,.
Au soir du 10 mai 1981, François Mitterrand est élu président de la République avec 51,76 % des suffrages exprimés contre 48,24 % à Valéry Giscard d'Estaing.

## Président de la République

### Premier septennat (1981-1988)
Le 21 mai 1981, le septennat du nouveau président s'ouvre par une cérémonie au Panthéon. Puis il nomme son premier gouvernement dirigé par Pierre Mauroy.
Le lendemain, il dissout l'Assemblée nationale. Les élections qui suivent, les 14 et 21 juin 1981, lui donnent la majorité absolue au Parlement. Un deuxième gouvernement de Pierre Mauroy fait entrer quatre ministres communistes. De nombreuses réformes sociales sont alors adoptées.
Sur le plan économique, le septennat est marqué dans un premier temps par une vague de nationalisations (loi du 13 février 1982) et par une politique de maîtrise de l'inflation, infléchie vers l'austérité à partir du « tournant de la rigueur », vu comme un passage à une « culture de gouvernement » par les partisans de la deuxième gauche.
Le septennat s'achève en 1988 sous la première cohabitation de la Ve République.

#### Gouvernements Mauroy

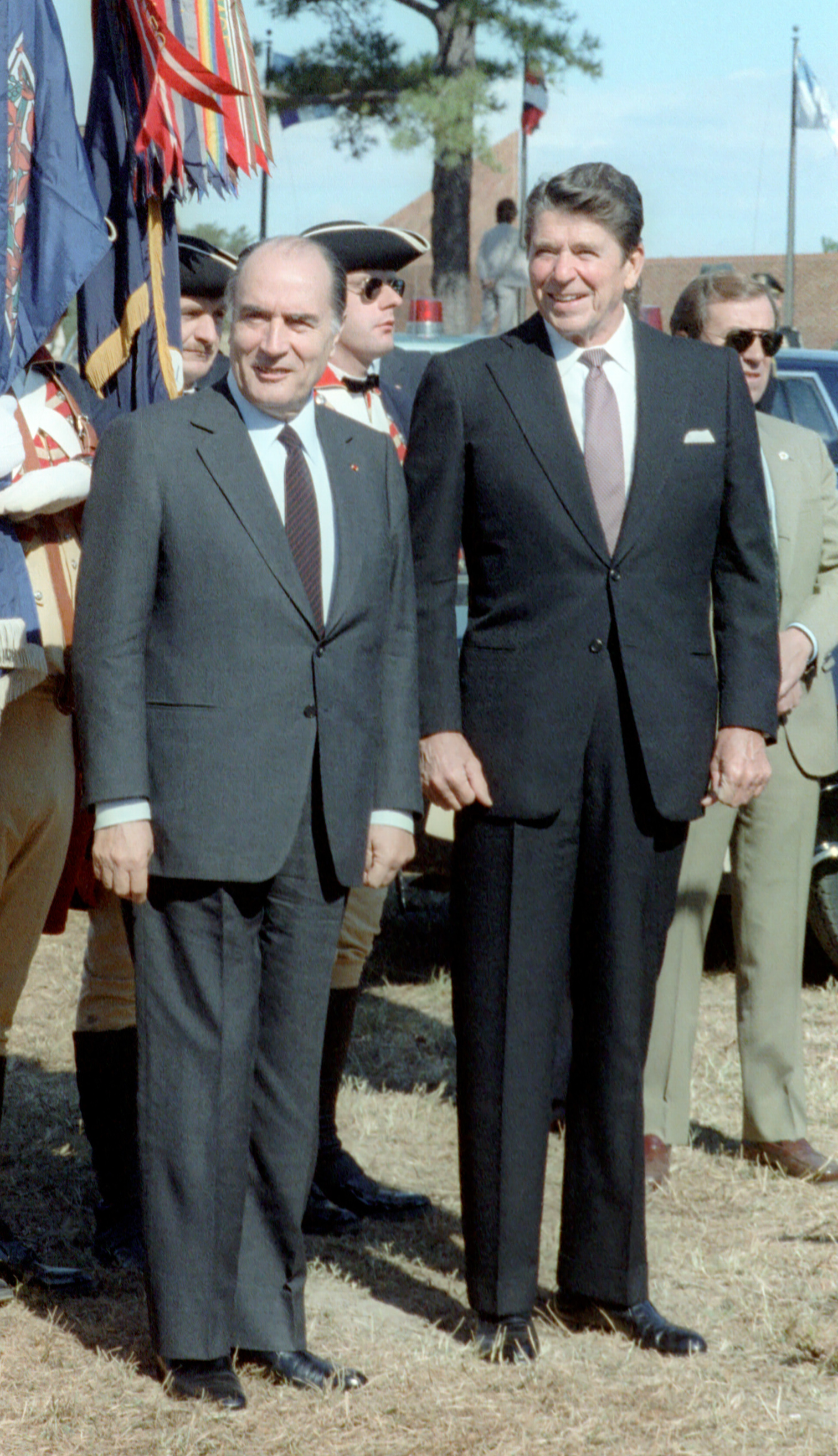
François Mitterrand et le président américain Reagan, en 1981.

Les deux premières années des gouvernements Mauroy se caractérisent par une série de mesures économiques à rebours des autres pays qui diminuent leurs dépenses publiques et par des relances keynésiennes qui fonctionnent mal.
Mesure phare du « programme commun de gouvernement » signé en 1972 entre le PS et le PCF, la loi du 11 février 1982 entraîne la nationalisation de banques (les 36 premières banques de dépôt, ainsi que Paribas et Suez) et de grands groupes industriels (Compagnie générale des eaux, Pechiney, Rhône-Poulenc, Saint-Gobain, Technicolor). Le gouvernement octroie une augmentation du SMIC de 10 %, des allocations familiales et logement de 25 %, handicapés de 20 %, procède à des mesures symboliques telles que la création de l'impôt sur les grandes fortunes (supprimé en 1987, rétabli en 1988 sous le nom d'ISF, impôt de solidarité sur la fortune). Suit une série de mesures touchant le travail telles que la semaine de 39 heures (durée légale du travail), la 5e semaine de congés payés, ainsi que des ordonnances sur le cumul emploi-retraite, le travail à temps partiel, et l'insertion professionnelle des jeunes de 16 à 18 ans. Le gouvernement accorde la retraite à 60 ans. Les lois Auroux sur le droit du travail transforment profondément les relations de travail en France. Enfin, la loi Quilliot modifie les droits et les devoirs des bailleurs et locataires.
Toutes ces mesures sont accompagnées par un premier blocage des prix, par la fin de l'indexation des salaires sur les prix et par un durcissement du contrôle des changes.
La relance de l'économie et les lois sociales amènent le Premier ministre à décider une augmentation de 27,5 % des dépenses publiques. Il en résulte au cours de l'année 1982, le triplement du déficit budgétaire, un accroissement de la dette publique de 418 milliards à 617 milliards de francs, un déficit de la balance extérieure de 93,3 Mds de francs au lieu de 50,6 Mds, un important écart d'inflation avec les partenaires européens, la dette extérieure étant multipliée par quatre en trois ans. Il apparut, après la chute du franc, la nécessité de trois dévaluations : octobre 1981, juin 1982 et mars 1983.
Confronté à une forte hausse de la dette et à une importante dégradation des comptes publics intérieurs et extérieurs, le gouvernement doit changer de politique : c’est le « tournant de la rigueur ». La France doit alors traiter avec des partenaires commerciaux (États-Unis, Royaume-Uni, Canada) qui effectuent une « révolution conservatrice » en adoptant une vision économique plus libérale, proche de l'austérité.
Les gouvernements réalisent d'importantes réformes juridiques : suppression de la Cour de sûreté de l'État, abolition de la peine de mort, abrogation de la loi dite « anticasseurs », qui établissait notamment le principe d'une responsabilité pénale collective. Ils font adopter une loi d'amnistie, qui inclut les « délits homosexuels ».
Différentes mesures sont prises concernant la vie culturelle et les médias telles l'autorisation des radios locales privées et la première fête de la musique, créée par Jack Lang, ministre de la Culture. Est créée la Haute Autorité pour la communication audiovisuelle (ancêtre de l'actuelle ARCOM).
Le ministre de l’Intérieur Gaston Defferre fait cesser le fichage des homosexuels, et le communiste Jack Ralite, ministre de la Santé, retire l'homosexualité des troubles mentaux. Le gouvernement introduit par ailleurs via la « loi Forni » le passage de la majorité sexuelle à 15 ans pour tous, abolissant la distinction, introduite en 1942 et confirmée en 1945, dans l'âge de consentement entre rapports homosexuels et hétérosexuels. Le mode de vie homosexuel cesse d'être une clause d'annulation du bail d'habitation.
Le gouvernement procède à une régularisation des étrangers en situation irrégulière qui exercent un travail et peuvent le prouver.
La loi-cadre Defferre sur la décentralisation élève la région en une collectivité territoriale de plein exercice.
En matière d'éducation sont créées les zones d'éducation prioritaire (ZEP).
François Mitterrand met en place la cellule antiterroriste de l'Élysée dont le fonctionnement ambigu sera dévoilé par l'affaire des écoutes de l'Élysée.
La politique étrangère est marquée par le discours dit « de Cancún » prononcé à Mexico en marge de la conférence Nord-Sud de Cancún,, et la première visite d'un chef d'État français en Israël : le président Mitterrand prononce à la Knesset (parlement israélien) un discours dans lequel il déclare qu’il existe un « irréductible droit de vivre » pour Israël tout en appelant au respect des droits des Palestiniens de Gaza et de Cisjordanie. Dans ses premiers vœux présidentiels, Mitterrand appelle à la gestion d'une Europe post-Yalta, un souhait qu’il réaffirme à plusieurs reprises.
- 1983
  - Politique intérieure
    - Troisième gouvernement de Pierre Mauroy.
    - 1er plan de « rigueur » en mars (« tournant de la rigueur »).
    - Réforme de la loi Peyrefitte, dite Sécurité et Liberté.
    - Loi Roudy sur l'égalité salariale entre hommes et femmes dans les entreprises.
    - Loi sur l'indemnisation des victimes de crimes et délits.
    - Loi Le Pors portant droits et obligations des fonctionnaires. Les notions de « bonne moralité » et de « bonnes mœurs » sont supprimées du statut général des fonctionnaires[179].

  - Politique étrangère
    - Crise des euromissiles : soutien de François Mitterrand à l'installation de missiles Pershing 2 en Allemagne pour faire contrepoids aux missiles soviétiques. Discours du Bundestag sur l'équilibre des forces le 20 janvier 1983 : « Seul l'équilibre des forces peut conduire à de bonnes relations avec les pays de l'Est, nos voisins et partenaires historiques. Mais le maintien de cet équilibre implique à mes yeux que des régions entières de l'Europe ne soient pas dépourvues de parade face à des armes nucléaires dirigées contre elles. » En octobre, à Bruxelles, il déclare : « Je suis moi aussi contre les euromissiles, seulement je constate que les pacifistes sont à l'ouest et les euromissiles à l'est. »
    - août 1983, opération Manta renforçant l'intervention française au Tchad.
    - Attentat du Drakkar le 23 octobre 1983 à Beyrouth : 58 soldats français et 239 Marines américains sont tués. François Mitterrand se rend au Liban dès le lendemain.

Le changement de politique économique dit « tournant de la rigueur », sujet à débat, ne fut pas accepté par une partie de l'électorat de gauche. En octobre 1983, on ne compte plus en effet que 32 % de satisfaits, un record pour un président de la Ve République à l'époque. C'est pire encore pour Mauroy qui ne recueille plus que 28 %.
- 1984
  - Politique intérieure

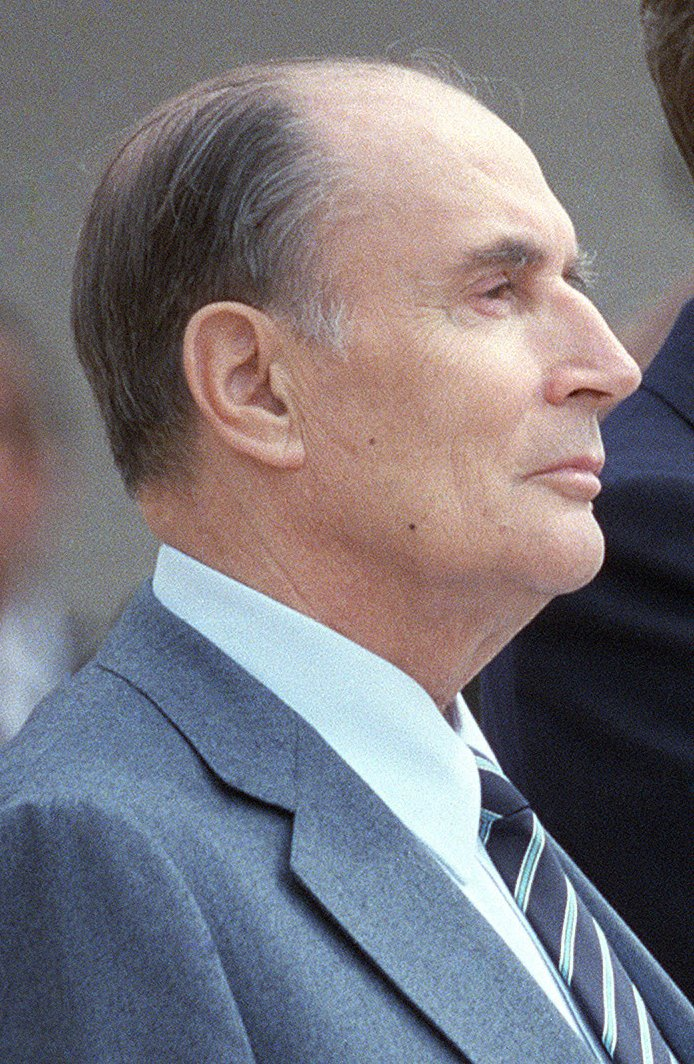
François Mitterrand en 1984.

    - Crise sidérurgique dans le Nord : plan de « modernisation ». Fermeture ou reconversion des anciennes mines de charbon, accélération du processus commencé dans les années 1960.
    - Élections européennes : percée du Front national, recul du PS à 20,75 % des voix, seulement 11,20 % au PC, la liste RPR-UDF recueille 43,02 % ; Le Monde titre « Grave échec de la gauche »[181].
    - Loi sur la formation professionnelle.
    - Abandon du projet de loi Savary sur l'enseignement à la suite des manifestations pour l'enseignement libre.

  - Politique étrangère et européenne
    - Présidence semestrielle par la France de la Communauté européenne.
    - François Mitterrand se rend en Union soviétique et y défend publiquement les droits de l'homme et les contestataires, notamment Andreï Sakharov.

#### Gouvernement Fabius
- Juillet-décembre 1984
  - Nouveau gouvernement de Laurent Fabius, fin de la participation des communistes au gouvernement.
  - Septembre 1984 : accord franco-libyen sur « l'évacuation totale et concomitante du Tchad » qui ne sera pas respecté par la Libye[182].
  - Libéralisation de l'audiovisuel, création des premières chaînes de télévision privées (dont Canal+).
  - Nouveau statut pour la Polynésie.
  - Novembre 1984 : début d'affrontements sanglants en Nouvelle-Calédonie.
  - 16 décembre 1984 : François Mitterrand déclare à la télévision ne pas vouloir faire usage de la « force injuste de la loi » en Nouvelle-Calédonie, vis-à-vis des partisans de l'indépendance[183].
  - Commémoration de la bataille de Verdun, où a lieu la célèbre poignée de main entre le président Mitterrand et le chancelier Helmut Kohl.

En décembre 1984, malgré la bonne cote de Laurent Fabius, celle du président Mitterrand selon l'IFOP n'est plus que de 28 % de satisfaits contre 55 % de mécontents.
- 1985
  - Politique intérieure
    - Inauguration de la Géode au parc de la Villette à Paris.
    - Loi montagne.
    - Instauration du mode de scrutin proportionnel aux élections législatives prévues l'année suivante.
    - Loi limitant le cumul des mandats.
    - Réforme du Code pénal.
    - Aux élections cantonales de mars 1985, la gauche perd 10 départements et ne recueille plus que 41,10 % des suffrages. La droite contrôle 71 présidences de conseil généraux.

  - Politique étrangère et européenne
    - Lancement d'Eurêka, l'Europe de la technologie.
    - « Doctrine Mitterrand » engagement verbal à ne pas extrader les anciens activistes et terroristes d'extrême gauche d'Italie. Cette doctrine se fonde sur l'idée que les lois spéciales (incarcérations sur la base de seul soupçon, interrogatoires se déroulant sans la présence d’un avocat, égalité de peine pour les individus appartenant au même groupe quelle que soit la nature des délits commis individuellement, etc) adoptées par les autorités italiennes pour combattre les terroristes allaient à l’encontre de la conception française du droit[185].
    - Affaire du Rainbow Warrior, il s'avère que le navire de Greenpeace coulé en Nouvelle-Zélande l'était sur ordre des services secrets français et instructions supérieures. Démission d'Hernu. On saura plus tard qu'il y avait eu un feu vert de l'Élysée.
    - Ratification de la Convention européenne des droits de l'homme, qui interdit notamment le rétablissement de la peine de mort.
- Janvier-mars 1986
- Signature de l'Acte unique européen.
  - Inauguration de la Cité des sciences et de l'industrie à Paris.
  - Loi littoral.
  - Début de l'opération Épervier, au Tchad, contre le GUNT pro-libyen.
  - Création de deux chaînes de télévision, La Cinq et TV6.

#### Gouvernement Chirac
- Mars-décembre 1986

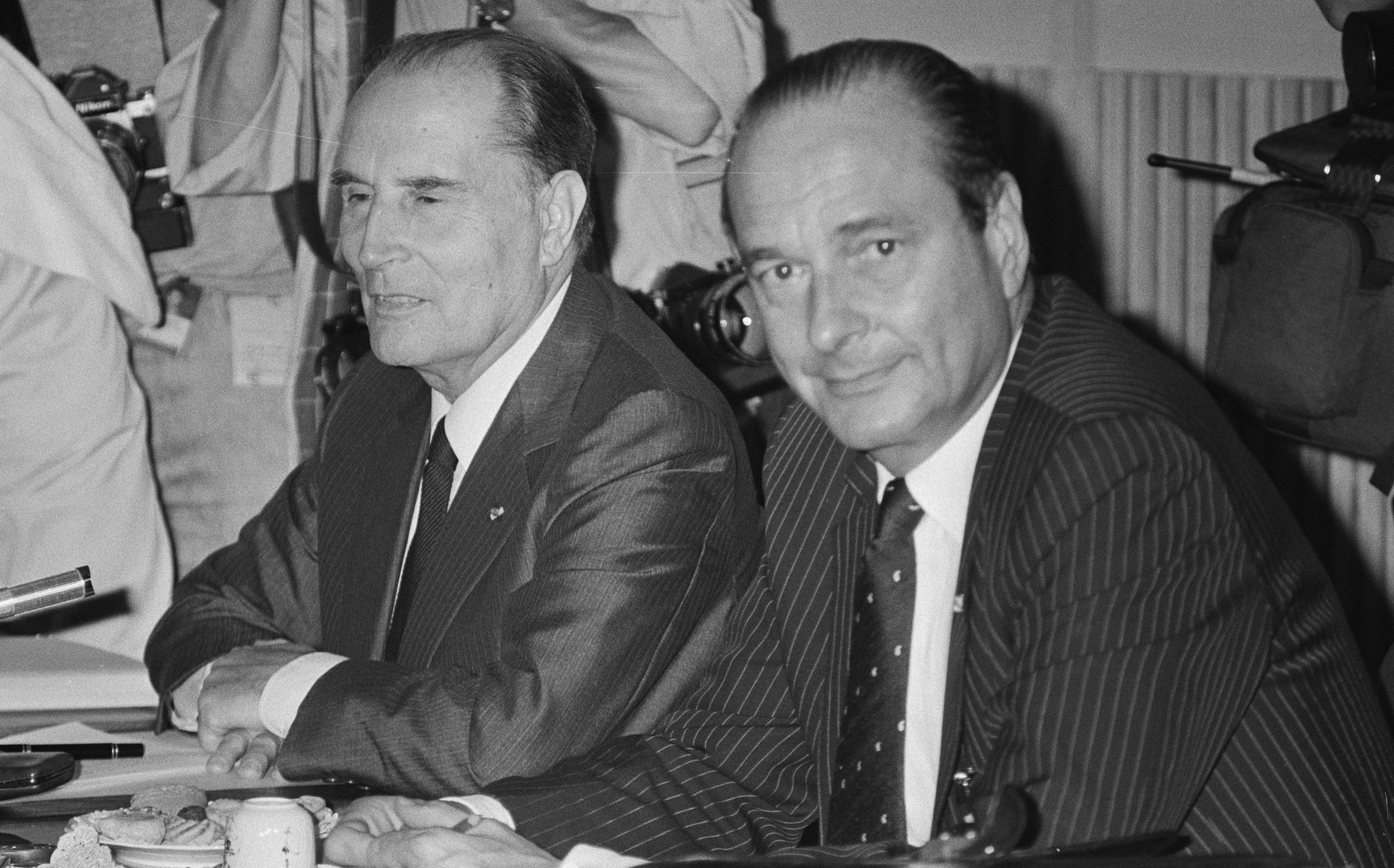
François Mitterrand et Jacques Chirac en 1986.

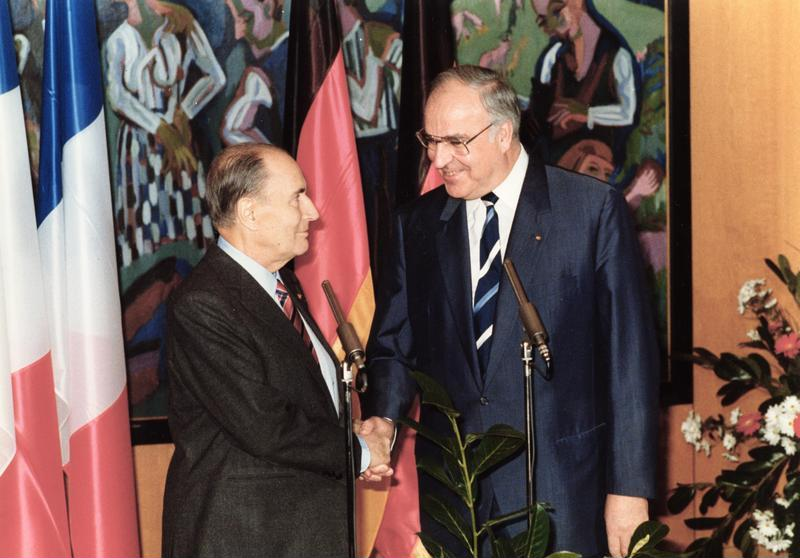
François Mitterrand et le chancelier fédéral allemand Kohl en 1987.

  - L'union de la droite RPR-UDF-DVD remporte les élections législatives du 16 mars 1986 avec 288 sièges, contre 215 au PS et seulement 35 au PC. Le Front national obtient 35 députés. Le PC n'obtient plus que 9,7 % des suffrages exprimés.
  - Le même jour, la droite emporte, largement cette fois, les élections régionales en emportant la majorité dans 20 régions sur 22 : le Nord et le Limousin.
  - Jacques Chirac forme un nouveau gouvernement : lors de sa formation, François Mitterrand s'oppose à la nomination de plusieurs personnalités (Jean Lecanuet et Étienne Dailly notamment)[186]. C'est la première cohabitation.
  - Promulgation de la loi supprimant l'autorisation administrative de licenciement.
  - 1er sommet de la francophonie.
  - Inauguration du musée d'Orsay.
  - Privatisations de banques et d'entreprises publiques.
  - Ordonnances du 1er décembre 1986 relatives à la liberté des prix et de la concurrence.
  - Vague d'attentats terroristes à l'automne 1986 commis par le réseau Fouad Ali Salah.
  - Manifestations étudiantes contre le « projet Devaquet » de réforme de l'Université.
- 1987
  - Inauguration de l'Institut du monde arabe.
  - Arrestation des militants du groupe terroriste Action directe puis arrestations des membres du réseau Fouad Ali Salah.
  - Privatisation de TF1 et création de M6.
  - Rupture (provisoire) des relations diplomatiques avec l'Iran en juillet après le refus de l'ambassade iranienne de remettre aux autorités françaises, un interprète de l'ambassade d'Iran suspecté d'être impliqué dans la vague d'attentats terroristes.
  - Septembre 1987 : référendum en Nouvelle-Calédonie sur le maintien au sein de la République, boycotté par le FLNKS (98,3 % contre l'indépendance, 40 % d'abstention).
  - Célébrations du Millénaire capétien dans la basilique de Saint-Denis par François Mitterrand.
- 1988
  - Inauguration de la pyramide du Louvre.
  - Loi sur le financement des campagnes électorales présidentielles et législatives, à la suite d'une proposition de François Mitterrand.
  - 22 avril : en Nouvelle-Calédonie, attaque de la gendarmerie de Fayaoué (île d'Ouvéa) par un commando kanak, tuant quatre gendarmes et prenant en otage les autres. Le 5 mai, assaut de la grotte d'Ouvéa par la gendarmerie : 21 morts (deux militaires et dix-neuf indépendantistes calédoniens).

### Élection présidentielle de 1988

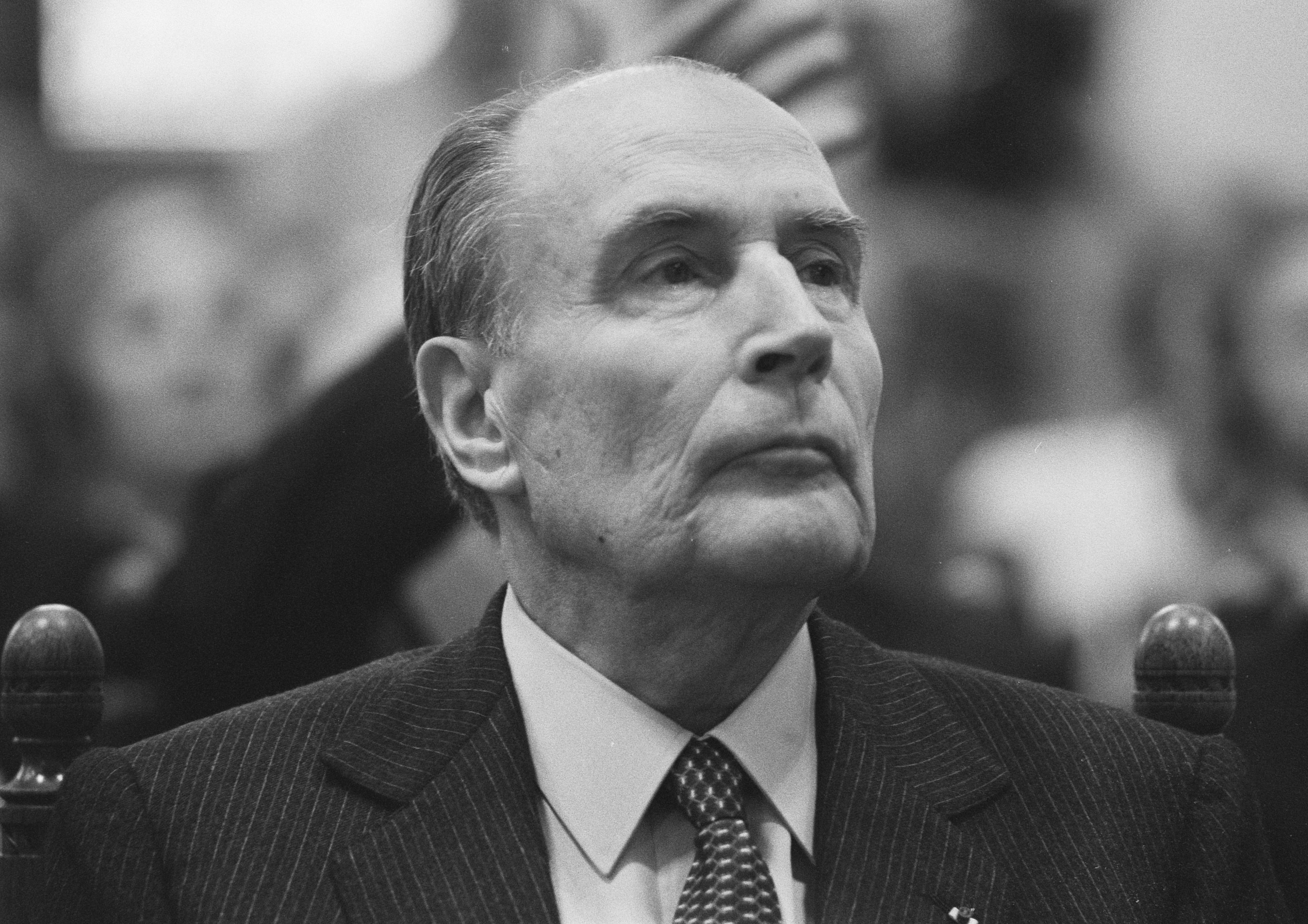
François Mitterrand en 1988.

Bien qu'il se sache atteint d'un cancer de la prostate depuis le 16 novembre 1981, il annonce sa candidature pour un second septennat le 22 mars 1988 au journal d'Antenne 2. L'information concernant ce cancer ne sera dévoilée que lors de son hospitalisation au Val-de-Grâce en septembre 1992.
Le 24 avril 1988, François Mitterrand arrive nettement en tête du premier tour de l'élection présidentielle avec 34,10 % des suffrages face à son Premier ministre et chef de la majorité Jacques Chirac (19,94 %). Le 8 mai, François Mitterrand est réélu avec 54,02 % des voix.

### Second septennat (1988-1995)
Le second septennat de François Mitterrand est marqué par l'instauration du RMI et de la CSG, les célébrations du bicentenaire de la Révolution, la chute du mur de Berlin, la réunification allemande (pour laquelle il était réticent), l'engagement dans la première guerre d'Irak, le référendum sur le traité de Maastricht, mais aussi par les affaires politiques, la maladie du président, la révélation publique de l'existence de sa fille adultérine Mazarine Pingeot (dont il a tenté de cacher l'existence, notamment en l'installant à Gordes) et les polémiques sur ses activités et ses amitiés nouées dans les années 1930 puis sous le régime de Vichy,.

#### Gouvernement Rocard
Il nomme Premier ministre Michel Rocard, qu'il déteste et qu'il humiliera à plusieurs reprises,. Après la dissolution de l'Assemblée nationale, les socialistes et apparentés remportent une majorité relative. Mais les communistes refusent une alliance gouvernementale. Les gouvernements socialistes sont ainsi contraints à un jeu de bascule entre le groupe communiste et les éléments modérés de l'opposition, surtout l'Union du centre. Michel Rocard utilise à plusieurs reprises l'article 49 al. 3 de la Constitution pour faire adopter ses réformes.
- 1988

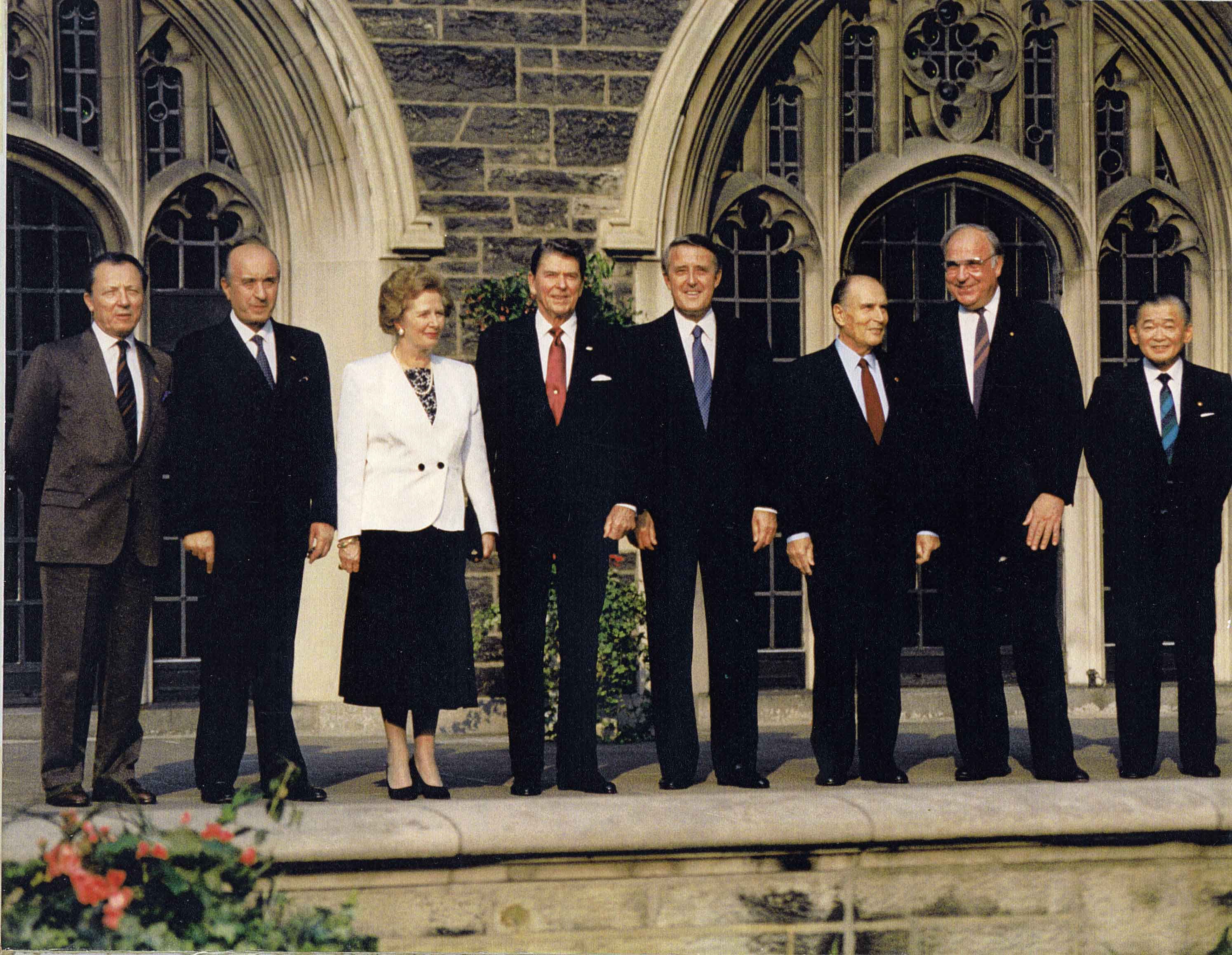
François Mitterrand à la réunion de Toronto du G7 en 1988.

  - Accords de Matignon mettant un terme au conflit en Nouvelle-Calédonie.
  - Création du revenu minimum d'insertion (RMI).
  - Politique du « ni-ni » (ni nationalisation ni privatisation).
  - Réforme de la Politique agricole commune (PAC).
  - Création de la Délégation interministérielle à la Ville, dirigée par Yves Dauge.
- 1989
  - Affaire Pechiney-Triangle.
  - Inauguration du Grand Louvre.
  - Inauguration de l'opéra Bastille.
  - Inauguration de la grande arche de la Défense.
  - Célébrations du bicentenaire de la Révolution.
  - Loi Jospin sur l'Éducation nationale
  - Loi Joxe sur l'immigration : abrogation des mesures de la loi Pasqua et renforcement des recours à disposition des immigrés.
  - Élargissement des possibilités pour entamer une procédure de révision d'une condamnation judiciaire.
  - Loi d'amnistie pour la Nouvelle-Calédonie.
- 1990
  - Soutien prudent à l'unification allemande, obtenu après la garantie de la reconnaissance de la frontière Oder-Neisse par le chancelier Helmut Kohl.
  - Signature de la convention de Schengen.
  - Discours de La Baule.
  - Décision de l'opération Noroît pour le Rwanda début octobre.
  - Création de la Banque européenne pour la reconstruction et le développement (BERD).
  - Création de la Contribution sociale généralisée (CSG).
  - Suppression du contrôle des changes.
  - L'administration des PTT est transformée en deux établissements publics : La Poste et France Télécom.
  - Plan Jospin pour les lycées.
  - Loi Gayssot interdisant les propos négationnistes et renforçant la législation contre le racisme.
  - Loi Arpaillange sur le financement des partis politiques.
  - Création du ministère de la Ville, annoncée dans le discours de Bron de François Mitterrand à la suite de troubles à Vaulx-en-Velin. Il est confié au maire de Dunkerque Michel Delebarre, jusque-là ministre de l'Équipement, du Logement, des Transports et de la Mer.
- 1991
  - Plan quinquennal pour les universités, dit « Université 2000 ».
  - Nouveau statut pour la Corse. Notion de « peuple corse, composante du peuple français » invalidée par le Conseil constitutionnel.
  - Réglementation des écoutes téléphoniques : interdiction des écoutes administratives, contrôle des écoutes judiciaires.
  - Participation de la France à la première guerre du Golfe.
  - Loi d'orientation pour la ville (LOV).

#### Gouvernement Cresson
En mai 1991, Michel Rocard est remplacé par Édith Cresson qui altère rapidement son image par des propos maladroits sur les Anglais (« des homosexuels ») et les Japonais (« des fourmis »). Sa remarque « La Bourse, j'en ai rien à cirer » effrite encore davantage sa crédibilité. Elle cède la place dix mois plus tard à Pierre Bérégovoy.
Pour ce qui est de la politique étrangère, le pays est témoin de l'étape finale de la dislocation de l'URSS, dont l'épisode déterminant est le putsch de Moscou d’août 1991, lors duquel Mikhaïl Gorbatchev est séquestré. Le président Mitterrand déclare alors vouloir attendre les intentions des « nouveaux dirigeants » soviétiques et, afin de ménager les putschistes, refuse de rencontrer Boris Eltsine. Cette attitude initiale plutôt conciliante envers les putschistes fait controverse,,.
- 1991
  - Politique intérieure
    - Édith Cresson première femme Premier ministre.
    - Délocalisation d'une vingtaine d'organismes publics en banlieue parisienne ou en province, dont l'École nationale d'administration (ENA) à Strasbourg.
    - Le service militaire est ramené à 10 mois.
    - Loi Évin contre le tabagisme et l'alcoolisme.
    - Révélation de l'affaire Urba (financement occulte du Parti socialiste).
- 1992
  - Loi Joxe sur l'aménagement du territoire.
  - Signature du traité de Maastricht.

#### Gouvernement Bérégovoy
- 1992
  - Politique intérieure
    - Loi Joxe sur l'aménagement du territoire.
    - Refonte du Code pénal (achevée en 1994).
    - Création du Code de la consommation.
    - Moratoire sur les essais nucléaires.

  - Politique internationale et européenne
    - 28 juin : François Mitterrand se rend de façon inattendue et symbolique à Sarajevo, alors sous le siège de l'armée serbe, le jour commémoratif de l'assassinat de l'archiduc François-Ferdinand[199].
    - Septembre : le traité de Maastricht, signé en février, est ratifié à une très courte majorité par référendum.
- 1993
  - Loi Sapin sur le financement des partis politiques et la lutte anticorruption.
  - Loi Neiertz instituant un délit d'entrave à l'interruption volontaire de grossesse (IVG) et dépénalisant l'autoavortement.

Le 1er mai 1993, Pierre Bérégovoy se donne la mort après que la presse a largement commenté le prêt dont il avait bénéficié de Roger-Patrice Pelat sans remboursement établi et pour acheter un appartement. Le 4 mai, lors de ses obsèques, François Mitterrand déclare : « Toutes les explications du monde ne justifieront pas qu'on ait pu livrer aux chiens l'honneur d'un homme, et finalement sa vie », visant les médias en général.

#### Gouvernement Balladur

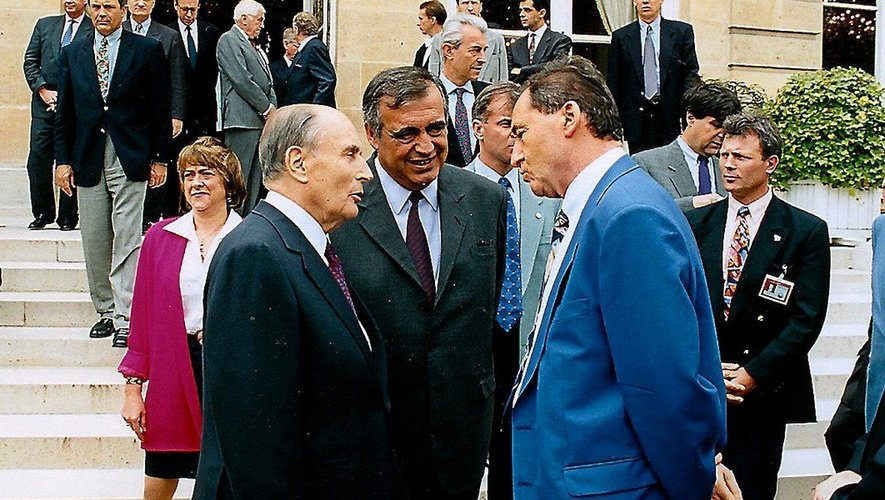
François Mitterrand, Philippe Séguin et Gilbert Baumet au palais de l'Élysée en 1992.

François Mitterrand, dont la cote personnelle ne dépasse pas 22 % de satisfaits (IFOP) alors que le PIB baisse de 0,8 %, ne peut empêcher la droite de remporter très largement les élections législatives en 1993 : le groupe socialiste et apparentés ne compte plus que 67 députés sur 577. Le président nomme alors Édouard Balladur à la tête du gouvernement : il va être son dernier Premier ministre.
- 1993
  - Victoire de la droite aux élections législatives. Édouard Balladur, qui avait été ministre d'État chargé de l'Économie, des Finances et de la Privatisation lors de la première cohabitation (1986-1988), est nommé Premier ministre.
  - Fin de la politique du « ni-ni ». Retour des privatisations.
  - Au Rwanda, retrait des forces de l'opération Noroît en décembre.
  - Assassinat de René Bousquet, ancien préfet de police du régime de Vichy.
  - Affaire VA-OM impliquant Bernard Tapie, ancien ministre de la Ville (1992-1993), à qui François Mitterrand apporte tout son soutien.
- 1994
  - Abandon de la révision de la loi Falloux.
  - Élections européennes : la liste socialiste menée par Michel Rocard s'effondre à 14 % des suffrages.
  - Affaire du sang contaminé impliquant les anciens ministres socialistes Laurent Fabius, Georgina Dufoix et Edmond Hervé.
  - Pendant le génocide au Rwanda, soutien au gouvernement intérimaire rwandais à travers l'opération Amaryllis du 8 au 14 avril, puis l'opération Turquoise du 22 juin au 21 août.
  - Affaire Schuller-Maréchal.
  - Révélation au grand public de l'existence de Mazarine Pingeot.
- 1995
  - 12 janvier : inauguration de la Cité de la Musique.
  - 20 janvier : inauguration du pont de Normandie.
  - 30 mars : inauguration de la Bibliothèque nationale de France.
  - 7 mai : Jacques Chirac est élu président de la République.
  - 17 mai : passation de pouvoirs entre le président sortant et le président nouvellement élu ; fin du second mandat de François Mitterrand.

### Fin de mandat et retrait de la politique

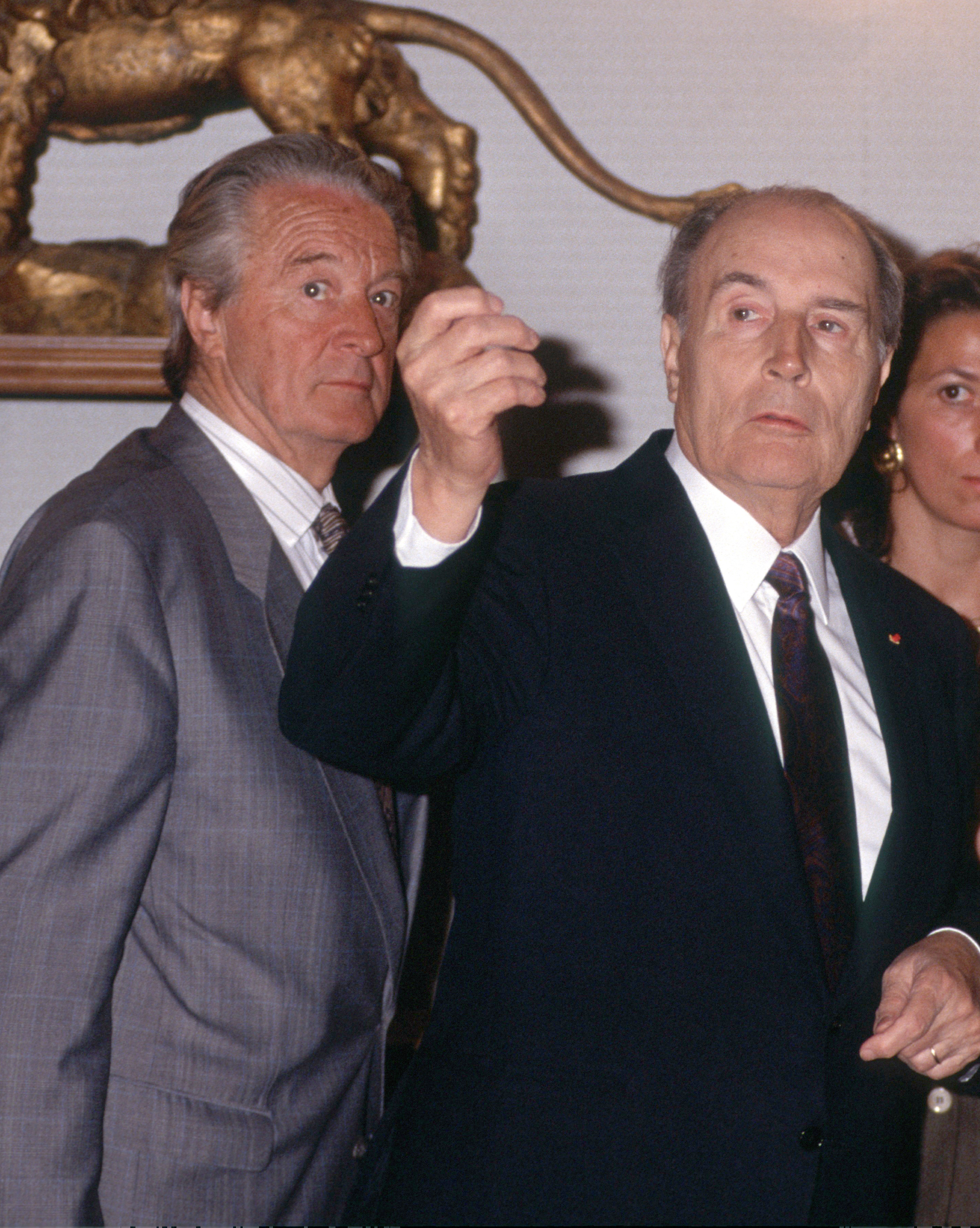
François Mitterrand et Roland Dumas en 1994.

Durant les derniers mois de sa présidence, François Mitterrand, diminué par la maladie, est contraint de rester la plupart du temps allongé. Ne pouvant se représenter à l'élection présidentielle de 1995, il pousse Jack Lang à briguer la présidence de la République et entretient des relations tendues avec le candidat du Parti socialiste, Lionel Jospin, qui se montre critique envers son passé et le bilan de sa présidence, en utilisant l'expression du « droit d'inventaire ». Arrivé en tête au premier tour de l'élection présidentielle, Lionel Jospin est battu par Jacques Chirac au second tour le 7 mai 1995.
Le 8 mai, le président élu, Jacques Chirac, et François Mitterrand, encore en fonction, célèbrent à Paris la victoire de 1945 et affichent une bonne entente. Pour la première fois deux présidents de la République française se retrouvent côte à côte dans ce genre de cérémonie. Le 17 mai 1995, deux heures avant sa passation de pouvoir avec Jacques Chirac, François Mitterrand prend le petit-déjeuner avec l'écrivain et académicien Jean d'Ormesson qui est ainsi la dernière personnalité reçue par Mitterrand à l'Élysée. Après un entretien privé, Jacques Chirac est officiellement investi et François Mitterrand lui transmet ses pouvoirs, au cours d'une cérémonie officielle au palais de l'Élysée. Après la passation de pouvoirs, François Mitterrand se rend au siège du Parti socialiste, rue de Solférino, où il prononce son dernier discours public.

### Bilan de ses mandats présidentiels
François Mitterrand reste le seul président de la République française à avoir exercé deux septennats complets.
Du point de vue économique, sa présidence est marquée par la valorisation des minima sociaux (augmentation du salaire minimum interprofessionnel de croissance, création du revenu minimum d’insertion) et la création de l’impôt sur les grandes fortunes, remplacé depuis par l'impôt de solidarité sur la fortune (ISF). Le début du premier septennat consacre également les nationalisations, suivies en mars 1983 du tournant de la rigueur puis des privatisations. Le chômage qui était en 1981 de 1,5 million de personnes (soit 6 % de la population) dépasse en mai 1995 les 3,1 millions de chômeurs (soit 11,3 % de la population),,. La dette publique suit cette tendance haussière puisqu’elle est multipliée par six : de 110,1 milliards d’euros en 1981 à 662,6 milliards en 1995.
Sur le plan international, François Mitterrand parachève la doctrine qui sera qualifiée de « gaullo-mitterrandisme ». Il défend la possession par la France de la bombe atomique française, que les Américains voulaient voir incluse dans les accords de dénucléarisation avec l'URSS. Il souhaite faire avancer l'Europe de la défense pour que l'OTAN, dirigée implicitement par les États-Unis, ne soit plus le protecteur de l'Europe. François Mitterrand s'allie avec les États-Unis, notamment dans la guerre du Golfe, en faisant état d’« une logique de guerre » et envoyant un détachement de 9 500 soldats combattre l'Irak. Henry Kissinger dit de lui qu'il a été « un très bon allié, le meilleur de tous les présidents français » pour son alignement sur Washington. Peu avant d'achever son deuxième mandat, Mitterrand décrit les relations franco-américaines comme étant beaucoup plus belliqueuses qu'il n'y paraît : « La France ne le sait pas, mais nous sommes en guerre avec l’Amérique. Oui, une guerre permanente, une guerre vitale, une guerre économique, une guerre sans mort apparemment. Oui, ils sont très durs les Américains, ils sont voraces, ils veulent un pouvoir sans partage sur le monde. C’est une guerre inconnue, une guerre permanente […] et pourtant une guerre à mort ». Sur le plan de l’Union européenne, les deux septennats sont marqués par la signature des accords de Schengen et du traité de Maastricht, qui ouvre la voie de l'adoption de l’euro. Il se montre hostile à la réunification de l’Allemagne.

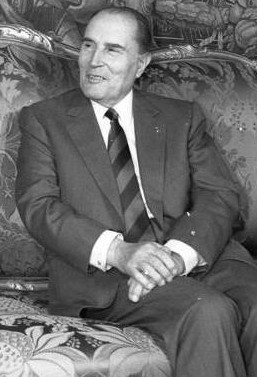
François Mitterrand en 1988.

La société est aussi marquée avec l’abolition de la peine de mort, votée sous l'impulsion et la persévérance du Garde des Sceaux Robert Badinter. L’âge légal de départ à la retraite est avancé à 60 ans, au lieu de 65 depuis 1910 et la cinquième semaine de congés payés est généralisée. Édith Cresson est la première femme en France à accéder au poste de Premier ministre. La libéralisation des mœurs se poursuit : l’article 331, al. 2 du Code pénal est abrogé, mettant un terme à la discrimination légale contre les homosexuels. Ce texte, hérité du maréchal Pétain, permettait de punir « d’un emprisonnement de six mois à trois ans et d‘une amende de 60 francs à 20 000 francs toute personne qui aura commis un acte impudique ou contre nature avec un individu "mineur" du même sexe » ; cette disposition n’existait pas pour les actes hétérosexuels.
Sur le plan politique, François Mitterrand fait accepter par la gauche les institutions de la Ve République, qu'elle critiquait jusqu’alors ainsi que les concepts de social-démocratie, de gauche de gouvernement. On assiste également à la pratique de la cohabitation avec un gouvernement de droite à deux reprises, sans difficulté majeure. Enfin, la Corse bénéficie d’un statut particulier.
Culturellement, la présidence de François Mitterrand voit comme mesure phare la libéralisation des ondes (développement de « radios libres »). Il met en œuvre une politique de Grands Travaux, tels que l'édification de certains monuments comme le nouveau musée du Louvre et sa pyramide, la construction de l'arche de la Défense, de l'opéra Bastille et l'inauguration de la Bibliothèque nationale de France.
Ses septennats sont également marqués par plusieurs affaires : Rainbow Warrior, sang contaminé, Irlandais de Vincennes, écoutes de l'Élysée, Urba, Péchiney, ELF, Tapie, révélation de son amitié avec René Bousquet, suicides de son ex-Premier ministre Pierre Bérégovoy et de son conseiller à l’Élysée François de Grossouvre, dans les locaux même du palais pour ce dernier.
Selon Danielle Mitterrand, son épouse, il aurait déclaré au sujet de ses renoncements : « Je n'ai pas le pouvoir d'affronter la Banque mondiale, le capitalisme, le néolibéralisme. J'ai gagné un gouvernement mais je n’ai pas le pouvoir ».

## Après la présidence de la République

### En retrait de la vie publique
En tant qu'ancien président de la République, il devient membre de droit du Conseil constitutionnel, mais refuse d'y siéger. Il se consacre dès lors principalement à la lecture, à l'écriture et effectue de nombreux déplacements (familiaux, politiques), bien qu'étant très affaibli. Il reçoit chez lui des hommes politiques comme Henri Emmanuelli, Michel Charasse, Michel Barnier, Édouard Balladur ou l'ancien président de la République Valéry Giscard d'Estaing, à qui il déclare que sa victoire de 1981 face à lui est due à la « trahison » du RPR et de Chirac.
Devant ses visiteurs, il désapprouve deux décisions prises par Jacques Chirac au début de son mandat : la reprise des essais nucléaires français et la reconnaissance de la responsabilité de la France dans la déportation vers l'Allemagne de Juifs français sous l'Occupation. En privé, il critique également la montée en puissance de Lionel Jospin au sein du Parti socialiste. Chirac affirme dans ses mémoires qu'il ne revit pas Mitterrand après son départ de l’Élysée, mais qu'ils se téléphonèrent régulièrement[réf. souhaitée].
François Mitterrand interprète pendant quelques secondes, en septembre 1995, son propre rôle dans le film à sketches Lumière et Compagnie, dans le segment de Régis Wargnier, un film documentaire réalisé par 41 réalisateurs. Le mois suivant, il participe à un colloque d'anciens chefs d'État et de gouvernement organisé par l'ancien président des États-Unis George H. W. Bush à Colorado Springs. Mitterrand avait d'ailleurs rendu hommage au Premier ministre israélien Yitzhak Rabin, assassiné le 4 novembre 1995, dans une lettre adressée à Shimon Peres, Premier ministre par intérim, que Lionel Jospin  lui remet lors des funérailles de Rabin.

### Dégradation de son état de santé

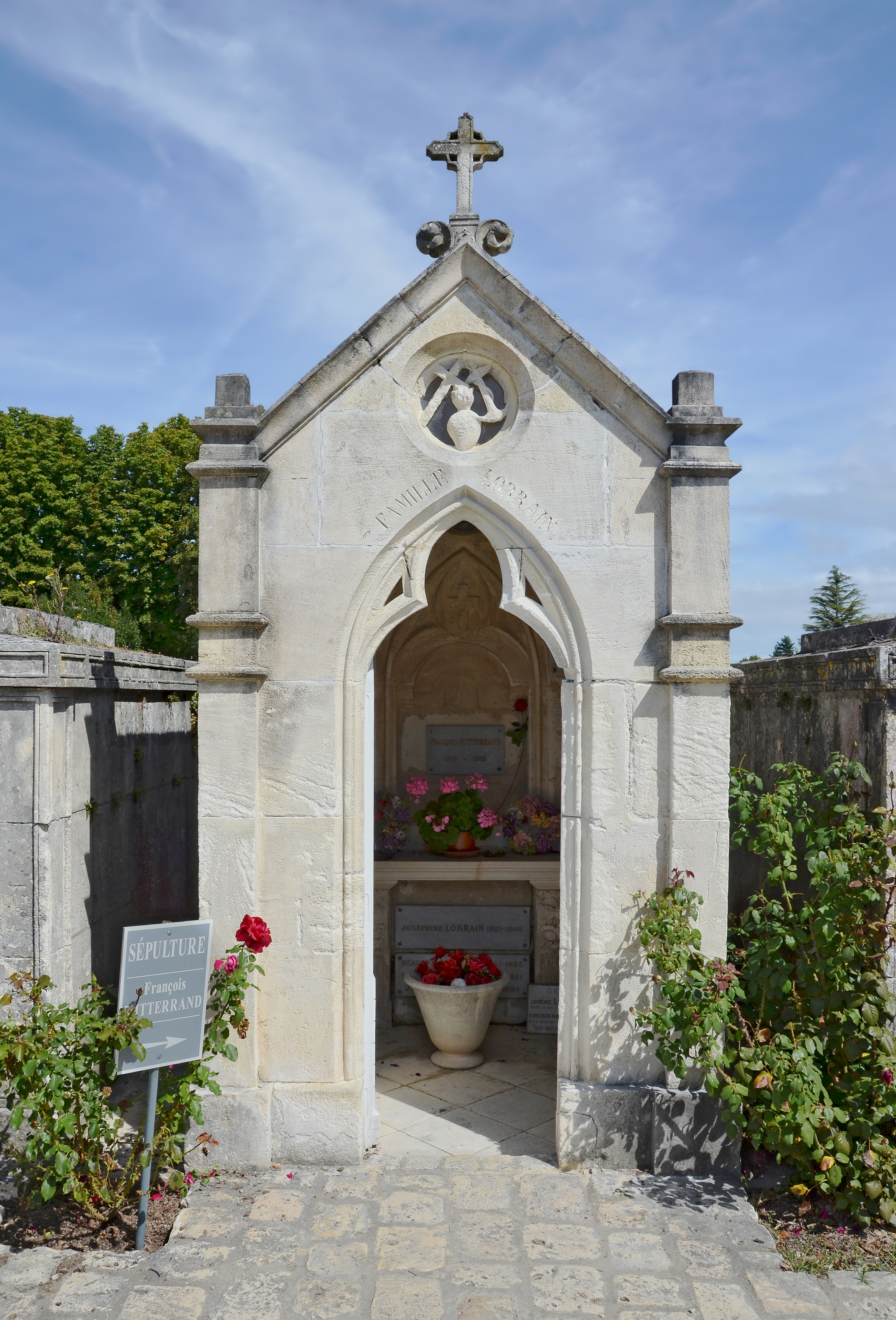
Sépulture de la famille Mitterrand à Jarnac (Charente).

Le 24 décembre 1995, il passe Noël à Assouan en Égypte. Ce voyage lui avait été fortement déconseillé en raison de son état de santé. Le 31 décembre, il passe le réveillon en famille dans sa propriété à Latche, dans les Landes. Le 2 janvier 1996, il rentre à Paris pour effectuer des examens médicaux importants et subir un nouveau traitement. Son cerveau étant atteint par des métastases, il prend la décision de ne pratiquement plus s'alimenter pour accélérer la fin.
Le psychanalyste Gérard Bonnet cite cette phrase prêtée à François Mitterrand dans des propos rapportés par Le Point du 7 juillet 2005 : « Si j’ai tenu si longtemps face à la maladie, si j’ai résisté à l’adversité politique, c’est qu’à travers toutes ces confidences (aux personnes de rencontre) je faisais une autoanalyse ».

### Mort et funérailles
François Mitterrand meurt avant l'aube le 8 janvier 1996 à l'âge de 79 ans des suites d'un cancer de la prostate, dans son appartement de fonction du 9 avenue Frédéric-Le-Play, dans le 7e arrondissement de Paris. Après les proches, le président de la République en exercice Jacques Chirac est prévenu par André Rousselet, l’exécuteur testamentaire, qui vient se recueillir en début de matinée avant que l'agence France-Presse n'annonce le décès à 10 h 55. La presse et de nombreuses personnalités politiques se rendent rapidement sur les lieux. L'hommage de la classe politique est unanime, y compris chez ses détracteurs, à l'exception d'Arlette Laguiller,,. Jacques Chirac fait une allocution télévisée le soir-même, qui surprend par sa bienveillance,,. Sa mort est à la une de toute la presse, sauf celle du quotidien d'extrême-droite Présent. En avril 2012, deux journalistes, Laurent Léger et Denis Demonpion affirment que François Mitterrand « a vu un lundi, à sa demande expresse, son calvaire abrégé » : selon eux, « une injection lui fut administrée par voie intraveineuse », l'historien Philip Short évoquant l'intervention du spécialiste de la lutte contre la douleur, le médecin Jean-Pierre Tarot. Ce dernier assiste les dernières heures du président, avant de prévenir Anne Pingeot, présente dans l'immeuble.
Paris Match publie, le 16 janvier 1996, un numéro hommage avec deux photographies, prises de manière dissimulée, de l'ancien président sur son lit de mort, légendées : « Dans la chambre nue, un gisant pour l'histoire », mais aussi des extraits, vivement critiqués, du livre de Claude Gubler, ancien médecin personnel du président de la République. La prise des clichés est réalisée à l'initiative des paparazzi Pascal Rostain et Bruno Mouron
, dont l'agence avait vendu à Paris Match les photos de Mazarine Pingeot au côté de son père et de sa mère, publiées en novembre 1994. Rostain et Mouron confient un appareil photo à un tiers, dont, tout comme la directeur de publication, ils refusent de divulguer l'identité. Alors que près de 400 personnes se sont recueillies devant sa dépouille, trois personnes sont soupçonnées : le photographe Claude Azoulay, Patrick Amory, un intime de la famille, et Ali Baddou, alors compagnon de Mazarine Pingeot. Les accusations se sont concentrées sur Azoulay, mais une enquête du quotidien Le Monde affirme qu'Amory aurait pris la photographie le 9 janvier,. Pourtant, Danielle Mitterrand collabore à plusieurs reportages du magazine la même année, tandis que la famille est satisfaite de la qualité du cliché, dont François Mitterrand lui-même n'aurait pas estimé déplaisante l'idée,. Le 13 janvier 1997, l'hebdomadaire est condamné à une amende de 100 000 francs pour délit de « publication de documents résultants d'une atteinte à l'intimité de la vie privée »,.
Les obsèques, le 11 janvier 1996, sont l'occasion d'apercevoir côte à côte ses deux familles, officielle et officieuse. Une messe privée se déroule en l'église Saint-Pierre de Jarnac, Charente (durant cette cérémonie, son labrador nommé Baltique reste à l'extérieur de l'église, tenu en laisse par Michel Charasse). Une messe officielle se déroule au même moment en la cathédrale Notre-Dame de Paris célébrée par le cardinal Lustiger en présence de la classe politique française et de 200 personnalités étrangères dont plusieurs dizaines de chefs d'État et de gouvernement : Rainier III, la reine Margrethe, Fidel Castro, Yasser Arafat, le Prince Charles, John Major, Helmut Kohl (ému), Al Gore, Boris Eltsine, Albert II, Juan Carlos, Shimon Peres, etc. Le 11 janvier 1996 est déclaré jour de deuil national.
François Mitterrand repose au cimetière des Grands-maisons de Jarnac dans le caveau familial du côté maternel, famille Lorrain,. Il avait souhaité se faire inhumer au sommet du mont Beuvray, mais avait dû y renoncer en 1995, face à la polémique suscitée par cette annonce.

## Détail des mandats et fonctions

### À la présidence de la République
- 21 mai 1981 – 17 mai 1995 : président de la République française.

### Au gouvernement
| Fonction                                                   | Gouvernement  | Période                                 |
| ---------------------------------------------------------- | ------------- | --------------------------------------- |
| Secrétaire général aux Prisonniers                         | De Gaulle II  | du 26 août au 10 septembre 1944         |
| Ministre des Anciens Combattants et des Victimes de guerre | Ramadier I    | du 22 janvier au 22 octobre 1947        |
| Ministre des Anciens Combattants et des Victimes de guerre | Schuman I     | du 24 novembre 1947 au 26 juillet 1948  |
| Secrétaire d'État à l'Information                          | Marie         | du 26 juillet au 5 septembre 1948       |
| Secrétaire d'État à la vice-présidence du Conseil          | Schuman II    | du 5 au 11 septembre 1948               |
| Secrétaire d'État à la présidence du Conseil               | Queuille I    | du 11 septembre 1948 au 28 octobre 1949 |
| Ministre de la France d'Outre-mer                          | Pleven I      | du 12 juillet 1950 au 10 mars 1951      |
| Ministre de la France d'Outre-mer                          | Queuille III  | du 10 mars au 11 août 1951              |
| Ministre d'État                                            | Faure I       | du 20 janvier au 8 mars 1952            |
| Ministre d'État délégué au Conseil de l'Europe             | Laniel I      | du 28 juin au 4 septembre 1953          |
| Ministre de l'Intérieur                                    | Mendès France | du 19 juin 1954 au 23 février 1955      |
| Ministre d'État, chargé de la Justice                      | Mollet        | du 1er février 1956 au 13 juin 1957     |

### À l'Assemblée nationale
- 1946-1951 : député de la Nièvre (UDSR).
- 1951-1955 : député de la Nièvre (UDSR).
- 1956-1958 : député de la Nièvre (UDSR).
- 1962-1967 : député de la 3e circonscription de la Nièvre  (RD).
- 1967-1968 : député de la 3e circonscription de la Nièvre (FGDS).
- 1968-1973 : député de la 3e circonscription de la Nièvre (FGDS, puis PS dès 1971).
- 1973-1978 : député de la 3e circonscription de la Nièvre (PS).
- 1978-1981 : député de la 3e circonscription de la Nièvre (PS).

### Au Sénat
- 1959-1962 : sénateur de la Nièvre.

### Au Sénat de la Communauté
- 1959-1961 : sénateur de la Communauté.

### Au niveau local
- 1949-1981 : conseiller général de la Nièvre, élu dans le canton de Montsauche-les-Settons.
- 1959-1981 : maire de Château-Chinon.
- 1964-1981 : président du conseil général de la Nièvre.

### Au sein de partis politiques
- 1953-1965 : président national de l'Union démocratique et socialiste de la Résistance (UDSR).
- 1965-1968 : président de la Fédération de la gauche démocrate et socialiste (FGDS).
- 1970-1971 : président du præsidium de la Convention des institutions républicaines (CIR).
- 1971-1981 : premier secrétaire du Parti socialiste (PS).
- 1972-1981 : vice-président de l'Internationale socialiste.

## Synthèse des résultats électoraux

### Élections présidentielles
| Année | Parti      | Parti | 1er tour   | 1er tour | 1er tour   | 2d tour    | 2d tour | 2d tour | Issue |
| Année | Parti      | Parti | Voix       | %        | Rang       | Voix       | %       | Rang    | Issue |
| ----- | ---------- | ----- | ---------- | -------- | ---------- | ---------- | ------- | ------- | ----- |
| 1965  |            | CIR   | 7 694 003  | 31,72    | 2e         | 10 619 735 | 44,80   | 2e      | Battu |
| 1974  |            | PS    | 11 044 373 | 43,25    | 1er        | 12 971 604 | 49,19   | 2e      | Battu |
| 1981  | 7 505 960  | PS    | 25,85      | 2e       | 15 708 262 | 51,76      | 1er     | Élu     |       |
| 1988  | 10 367 220 | PS    | 34,10      | 1er      | 16 704 279 | 54,02      | 1er     | Réélu   |       |

### Élections législatives
| Année | Parti  | Parti | Circonscription | 1er tour | 1er tour | 1er tour | 2d tour | 2d tour | 2d tour | Issue |
| Année | Parti  | Parti | Circonscription | Voix     | %        | Rang     | Voix    | %       | Rang    | Issue |
| ----- | ------ | ----- | --------------- | -------- | -------- | -------- | ------- | ------- | ------- | ----- |
| 1946  |        | UDSR  | Nièvre          | 30 080   | 25,37    | 2e       |         |         |         | Élu   |
| 1951  | 20 310 | UDSR  | Nièvre          | 17,29    | 3e       |          |         |         | Élu     |       |
| 1956  | 24 871 | UDSR  | Nièvre          | 20,17    | 2e       |          |         |         | Élu     |       |
| 1958  |        | UFD   | 3e de la Nièvre | 7 768    | 21,79    | 3e       | 12 219  | 32,13   | 2e      | Battu |
| 1962  |        | UDSR  | 3e de la Nièvre | 10 385   | 32,72    | 1er      | 21 705  | 67,38   | 1er     | Élu   |
| 1967  |        | FGDS  | 3e de la Nièvre | 20 394   | 56,27    | 1er      |         |         |         | Élu   |
| 1968  | 15 791 | FGDS  | 3e de la Nièvre | 43,94    | 2e       | 20 207   | 53,83   | 1er     | Élu     |       |
| 1973  |        | PS    | 3e de la Nièvre | 17 058   | 47,52    | 1er      | 22 278  | 62,41   | 1er     | Élu   |
| 1978  | 17 544 | PS    | 3e de la Nièvre | 44,70    | 1er      | 24 158   | 60,21   | 1er     | Élu     |       |

### Élections européennes
Les résultats ci-dessous concernent uniquement les élections où il est tête de liste.
| Année | Parti | Parti    | Circonscription | Voix      | %     | Rang | Sièges  |
| ----- | ----- | -------- | --------------- | --------- | ----- | ---- | ------- |
| 1979  |       | PS - MRG | France          | 4 763 026 | 23,53 | 2e   | 22 / 81 |

### Premier secrétariat du Parti socialiste
| Année | Congrès  | Congrès          | 1er tour | 1er tour | 1er tour | 2e tour | 2e tour | 2e tour | Issue |
| Année | Congrès  | Congrès          | Voix     | %        | Rang     | Voix    | %       | Rang    | Issue |
| ----- | -------- | ---------------- | -------- | -------- | -------- | ------- | ------- | ------- | ----- |
| 1971  |          | Épinay-sur-Seine | 14 375   | 15,3     | 3e       | 43 926  | 51,3    | 1er     | Élu   |
| 1973  | Grenoble | 2 114            | 65,2     | 1er      | 2 969    | 91,5    | 1er     | Élu     |       |
| 1975  | Pau      | 3 232            | 68,0     | 1er      | 3 250    | 68,4    | 1er     | Élu     |       |
| 1977  | Nantes   | 4 441            | 75,1     | 1er      |          |         |         | Élu     |       |
| 1979  | Metz     | 3 192            | 45,3     | 1er      |          |         |         | Élu     |       |

## Principales affaires et controverses

### Attentat de l'Observatoire
L'attentat de l'Observatoire est un attentat mené contre François Mitterrand en 1959. Dans les jours qui précèdent, Robert Pesquet approche François Mitterrand et l'informe qu'un attentat contre lui est en préparation, et donne conseil à celui qui est alors sénateur de se prémunir d'une attaque terroriste. Mitterrand revoit Pesquet plusieurs fois, jusqu'au jour qui doit être celui de l'attentat. Mitterrand échappe de peu à des coups de mitraillette. Peu de temps plus tard, Pesquet avoue dans les colonnes de Rivarol avoir organisé l'attentat, et soutient que Mitterrand l'aurait machiné avec lui afin de gagner en visibilité auprès de l'opinion publique.
François Mitterrand est traduit en justice une fois son immunité parlementaire levée. Il est inculpé pour « outrage à magistrat », avant qu'une loi d'amnistie prise par le troisième gouvernement Georges Pompidou ne close les poursuites en 1966, empêchant un jugement d'avoir lieu. La responsabilité du futur président est aujourd'hui inconnue. L'historien Michel Winock soutient qu'il s'agissait d'un coup monté et que Mitterrand n'était pas un comploteur dans l'attentat.

### Affaire des écoutes de l'Élysée
Entre 1983 et 1986, François Mitterrand fait écouter illégalement par la cellule antiterroriste de l'Élysée plusieurs dizaines de personnalités, notamment certaines bien informées sur sa vie privée. L'écrivain Jean-Edern Hallier, qui menaçait d'enlever sa fille Mazarine Pingeot, et le journaliste Edwy Plenel, qui avait révélé l'affaire du Rainbow Warrior, sont notamment placés sur écoute.

### Affaire duRainbow Warrior
L'affaire du Rainbow Warrior est une affaire liée au monde du renseignement. François Mitterrand demande au ministre de la Défense, Charles Hernu, de s'assurer que le Rainbow Warrior I, un bateau de l'association Greenpeace, n'empêche des essais nucléaires français dans l'océan Pacifique. La direction générale de la Sécurité extérieure fait exploser le navire dans la baie d'Auckland, tuant un photographe. La responsabilité de François Mitterrand est aujourd'hui floue quant à savoir s'il avait donné son « autorisation personnelle » à l'amiral Pierre Lacoste, pour mener une opération de neutralisation, sans que le détail ne lui soit donné.

### Cancer caché
François Mitterrand apprend à la fin de l'année 1981 qu'il souffre d'un cancer de la prostate. Si la maladie se résorbe à partir de 1984, elle se réveille à nouveau en 1990. Ce cancer est gardé secret jusqu'à son opération chirurgicale en 1992, et la date réelle à laquelle il a appris l'existence de son cancer est révélée une dizaine de jours après sa mort en 1996 dans un livre de son ancien médecin, Claude Gubler, qui indique que le chef de l’État lui ordonnait de falsifier ses bulletins de santé.

### Affaire Urba et financement du PS et des campagnes présidentielles
En 1990, la mort de deux ouvriers d'un chantier de construction révèle un système de financement occulte du Parti socialiste mis en place en 1973. Le système reposait sur la facturation de prestations fictives, en contrepartie d'attributions de marchés publics. L'argent était reversé au PS et à des personnalités politiques et aurait financé les deux campagnes présidentielles de François Mitterrand. L'ancien trésorier du parti, Henri Emmanuelli, sera notamment condamné en 1997.

### Rapports avec l'extrême droite
Les relations entre François Mitterrand et l'extrême droite ont défrayé la chronique en particulier dans les années 1990, notamment avec la parution en 1994 du livre de Pierre Péan, Une jeunesse française, qui évoque la jeunesse du futur président durant les années 1930 et les années 1940, en revenant notamment sur sa relation avec René Bousquet. Avant lui, Franz-Olivier Giesbert, dans son livre François Mitterrand ou la tentation de l'histoire (1977) avait décrit, entre autres, le parcours de Mitterrand à l'époque de Vichy.
Plusieurs observateurs ont analysé que Mitterrand favorisa (« institutionnalisa » selon Edwy Plenel) le Front national dans les années 1980, afin de contrer le RPR et d'empêcher ainsi la défaite de la gauche aux élections de 1986. Il utilisa le moyen de la proportionnelle intégrale, une des 110 propositions de son programme électoral, appliquée dès 1985, au lendemain des élections cantonales ratées pour la gauche. Ce calcul est même assumé, y compris par le PS, le chef de l'État ayant déclaré préférer quelques députés FN que le retour de la droite,,.

### Action lors du génocide au Rwanda
Le rôle du pouvoir français et notamment de François Mitterrand dans le génocide de 1994 a été longtemps controversé.
Les archives liées à cet événement (documents émanant de conseillers de l’Élysée ou comptes rendus de réunion) ont été progressivement rendues accessibles aux chercheurs, notamment par l'action du chercheur François Graner, physicien et directeur de recherche au CNRS, qui lance une bataille judiciaire pour avoir accès à l’intégralité des documents. Le Conseil d’État lui accorde finalement ce droit d'accès en juin 2020. Pour François Graner, après analyses, des dirigeants français (et en particulier le président François Mitterrand) se sont rendus complices du génocide, même si la motivation qui les guidait n'était pas une intention génocidaire. Ils ont été informés de la situation, ont laissé faire des livraisons d'armes, ainsi que la constitution d'un gouvernement intérimaire dominé par des extrémistes hutus après la mort du président rwandais Juvénal Habyarimana. François Mitterrand considérait ce sujet comme étant dans son pré carré : aidé de son état-major particulier, il a pesé sur les actions de la France. Des ordres, dont la trace écrite a été retrouvée, ont également été donnés pour faciliter la fuite de responsables associés au génocide. Des zones d'ombre subsistent, telles que l'implication de la France ou de baroudeurs français dans l'assassinat du président Habyarimana,.
La commission française d'historiens sur le rôle de la France au Rwanda, ou « commission Duclert », mise en place par Emmanuel Macron, remet son rapport final le 26 mars 2021. Les conclusions sont similaires à celles de François Graner, même si cette commission refuse le terme de complicité de génocide : « La France est-elle pour autant complice du génocide des Tutsi ? Si l’on entend par là une volonté de s’associer à l’entreprise génocidaire, rien dans les archives consultées ne vient le démontrer. La France s’est néanmoins longtemps investie au côté d’un régime qui encourageait des massacres racistes. Elle est demeurée aveugle face à la préparation d’un génocide par les éléments les plus radicaux de ce régime. Elle a adopté un schéma binaire opposant d’une part l’ami hutu, incarné par le président Habyarimana, et de l’autre l’ennemi qualifié d’“ougando-tutsi” pour désigner le FPR. Au moment du génocide, elle a tardé à rompre avec le gouvernement intérimaire qui le réalisait et a continué à placer la menace du FPR au sommet de ses préoccupations. Elle a réagi tardivement avec l’opération Turquoise, qui a permis de sauver de nombreuses vies, mais non celles de la très grande majorité des Tutsi du Rwanda, exterminés dès les premières semaines du génocide. La recherche établit donc un ensemble de responsabilités, lourdes et accablantes ».

## Publications

### Ouvrages
Une grande partie de l'œuvre (considérée comme complète) est rééditée en 13 volumes aux éditions Rencontre en 1982. Les œuvres les plus fameuses sont rééditées en 4 volumes aux Belles Lettres de 2016 à 2018.
- 1939 : Pluie amie.
- 1940 : Premier Accord.
- 1945 : Les Prisonniers de guerre devant la politique, éd. du Rond-Point.
- 1953 : Aux Frontières de l'Union française. Indochine-Tunisie, éd. Julliard.
- 1957 : Présence française et abandon, éd. Plon.
- 1961 : La Chine au défi, éd. Julliard.
- 1964 : Le Coup d'État permanent, Les débats de notre temps. Plon.
- 1969 : Ma part de vérité (livre d'entretiens avec Alain Duhamel), éd. Fayard.
- 1971 : Un socialisme du possible, éditions du Seuil.
- 1971 : La Convention des institutions républicaines : François Mitterrand et le socialisme, Paris, Presses universitaires de France, 1971, 92-[1] p. (textes recueillis par Danièle Loschark).
- 1973 : La Rose au poing, éd. Flammarion.
- 1974 : L'Homme, les Idées, le Programme, éd. Flammarion.
- 1975 : La Paille et le grain : Chronique, éd. Flammarion. Réédition 1992  (ISBN 978-2080607782).
- 1977 : Politique I, éd. Fayard.
- 1978 : L'Abeille et l'Architecte, éd. Flammarion.
- 1980 : Ici et maintenant (livre d'entretiens avec Guy Claisse), éd. Fayard.
- 1981 : Politique II, éd. Fayard.
- 1986 : Réflexions sur la politique extérieure de la France. Introduction à vingt-cinq discours (1981-1985), éd. Fayard.
- 1995 : Mémoire à deux voix (avec Elie Wiesel), Éditions Odile Jacob.
- 1996 : De l'Allemagne, de la France, Éditions Odile Jacob.
- 1996 : Mémoires interrompus (recueil d'entretiens avec Georges-Marc Benamou), Éditions Odile Jacob.
- 1998 : Les Forces de l'esprit, messages pour demain, éd. Fayard  (ISBN 978-2213600703).
- 2006 : Le Bureau de poste de la rue Dupin et autres entretiens (avec Marguerite Duras), Éditions Gallimard.
- Un livre consacré à Louis-Napoléon Bonaparte (Napoléon III) a été en préparation chez Gallimard… (Cf. « Faut-il réhabiliter Napoléon III ? », dossier de la revue L'Histoire, no 211, juin 1997.)
- Mauriac, par François Mitterrand — Vidéo Ina - François Mitterrand parle de François Mauriac, vidéo Art et Culture Littérature - Archives vidéos Art et Culture Littérature : Ina.fr..
- 2015 : La France et sa défense, textes édités sous la direction de Georges Saunier et Philippe Vial, préface de Jean-Yves Le Drian et Hubert Védrine, Nouveau Monde Éditions.
- François Mitterrand, Lettres à Anne (1962-1995), Éditions Gallimard, 2016, 1 2801218 lettres de François Mitterrand rassemblées par sa maîtresse Anne Pingeot, dont des poèmes à Anne, mère de sa fille Mazarine.

### Préfaces
- 1972 : Front des progressistes et crise de la démocratie, par Léo Collard, éd. Francité.
- 1973 : Éducation permanente et socialisme, par Jean-Paul Bachy et coll., collection Tema-action, Paris : tema-éditions.
- 1975 : Les Fiancés de Pénélope. Conversation avec Denis Bourgeois, par Míkis Theodorákis, éd. Grasset.
- 1976 : Liberté, libertés. Réflexions du Comité pour une charte des libertés, sous la direction de Robert Badinter, éd. Gallimard.
- 1977 : Histoire du Socialisme en France, dessiné par Paul Gillon, éd. Service de l'Homme, préambule de Pierre Mauroy  (ISBN 978-2-902648-02-3).
- 1977 : Demain Jaurès de Michel Bataille, éd. Pygmalion.
- 1989 : Philippe Noiret, par Dominique Maillet, éd. Henri Veyrier (seconde édition, préfacé par. F. Mitterrand).
- 1994 : Henri Guillemin le passionné, par Maurice Maringue, éd. de l'Armançon.
- 1995 : La Mort intime, par Marie de Hennezel, éd. Robert Laffont.

## Distinctions

### Décorations françaises
- Grand-croix de la Légion d'honneur et grand maître de l'ordre, en tant que président de la République (1981-1995)
- Grand-croix de l'ordre national du Mérite et grand maître de l'ordre, en tant que président de la République (1981-1995)
- Croix de guerre 1939–1945
- Médaille de la Résistance française (décret du 31 mars 1947)[255]
- Ordre de la Francisque en 1943[256]

### Décorations étrangères
- Grand collier de l'ordre de l'Aigle aztèque, (19 octobre 1981).  Mexique
- Chevalier de l'ordre de l'Éléphant, (1982)  Danemark
- Collier de l'ordre d'Isabelle la Catholique, (1982).  Espagne
- Collier de l'ordre de la Rose blanche, (1982)  Finlande.
- Grand collier de l'ordre du Chrysanthème, (1982)  Japon
- Grand-croix de l’ordre national, (20 mai 1982)  Niger
- Grand-croix de l'ordre national du Lion, (22 mai 1982)  Sénégal
- Grande étoile du mérité pour services rendus à la République, (juin 1982)[257]. Autriche
- Grand-croix de l’ordre du Mérite (1982)  Liban
- Grand-croix de l'ordre du Mérite de la République, (juillet 1982)[258].  Italie
- Grand collier de l'ordre de Mohamed, (1983)  Maroc
- Grand cordon de l'ordre de Léopold, (1983)  Belgique
- Grand-croix de l'ordre national de la République, (1983)[257].  Burundi
- Grand-croix de l'ordre de la Valeur, (1983)  Cameroun
- Grand-croix de l'ordre du Mérite camerounais,  Cameroun
- Grand-croix de l'ordre national, (1983)  Bénin
- Grand-croix de l'ordre du Mono, (1983)  Togo
- Grand-croix de l'ordre de l'Étoile, (1983)  Yougoslavie
- Grand cordon de l'ordre de la République, (1983)[257].  Tunisie
- Grand-croix de l'ordre de l'Indépendance, (1983)  Tunisie
- Grand-croix, classe spéciale de l'ordre du Mérite, (1983)  Allemagne
- Collier de l'ordre du Faucon, (12 avril 1983)[257].  Islande
- Collier de l'ordre d'Ojaswi Rajanya, (2 mai 1983)[257].  Népal
- Collier de l'ordre équestre de Saint-Marin, (1983)[257].  Saint-Marin
- Grand collier de l'ordre de l'Infant Dom Henrique, (29 septembre 1983)[259]  Portugal
- Collier de l'ordre de l'Indépendance, (1983)  Tunisie
- Chevalier grand-croix honoraire de l'ordre du Bain, (1984). Voir Liste (en))[260]  Royaume-Uni
- Grand-croix de l'ordre de Saint-Olaf, (1984)  Norvège.
- Grand-croix de l'ordre de Saint-Charles (1984)  Monaco
- Chevalier de l'ordre royal du Séraphin, (11 mai 1984)  Suède[261],[262].
- Ordre de Al-Hussein bin Ali,  Jordanie
- Grand-croix de l'ordre des Milles Collines, (1984)  Rwanda
- Grand-croix de l'ordre des Omeyyades, (1984)  Syrie
- Grand collier de l'ordre national de la Croix du Sud, (1985)  Maroc
- Grand-croix de l'ordre national du Léopard, (1985)  Zaïre
- Ordre national du Mérite, (1985)  Togo
- Étoile de la république d’Indonésie (1986)  Indonésie
- Grand-croix de l'ordre du Libérateur San Martín (6 octobre 1987)  Argentine
- Grand-croix avec brillants de l'ordre du Soleil, (10 octobre 1987)  Pérou
- Grand collier de l'ordre de la Liberté, (28 octobre 1987)  Portugal[259]
- Dignitaire de l'ordre de la Grande Étoile de Djibouti, (1987)  Djibouti[257]
- Membre de première classe de l'ordre du sultanat d'Oman, (1989)  Oman
- Collier de l'ordre de Sikatuna, (11 juillet 1989)  Philippines[263]
- Collier de l'ordre du Mérite hongrois  Hongrie
- Ordre Nishan, (21 février 1990)  Pakistan
- Grand-croix de l'ordre du Sauveur (1989)  Grèce
- Grand-croix de l'ordre du Libérateur, (1990)  Venezuela
- Grand-croix de l'ordre national (1990)  Madagascar
- Grand-croix de l'ordre du Lion néerlandais, (1991)[264].  Pays-Bas
- Chevalier de l'ordre du Lion d'or de la maison de Nassau, (1992)  Luxembourg
- 1re classe avec chaîne de l'ordre des Trois Étoiles, (15 mai 1992)  Lettonie
- Chaîne royale de Victoria, (1992)  Royaume-Uni.
- Grand-croix de l'ordre du Mérite de la république, (1993)  Pologne.
- Commandeur de l'ordre militaire de Virtuti Militari (1993)  Pologne
- Chevalier du grand ordre de Mugunghwa (1993)  Corée du Sud.
- Collier de l'ordre de la République, (18 octobre 1993)[257].  Yémen
- Grand-croix de l'ordre de Bonne Espérance (1994)[265].  Afrique du Sud
- Ordre souverain de Malte
- Collier de l'ordre du Lion blanc, (1999)[266].  République tchèque

### Décoration internationale
- Ordre olympique échelon or, Comité international olympique (1984[267]).

### Prix
En 1988, il est lauréat du prix International Charlemagne, avec Helmut Kohl.

### Honneurs
Il obtient une multitude de doctorats honoris causa, dont 6 pendant ses 14 ans de mandat :
- 1982 :  Université Waseda[269]
- 1988 :  Université d'York[268]
- 1988 :  Université de Boston, en présence de George H. W. Bush[268]
- 1989 :  Bulgarie Université de Sofia[270]
- 1992 :  Université Ca' Foscari de Venise[268]
- 1992 :  Université de Liège[271]
- 1993 :  Université de Gdańsk, en présence de Lech Wałęsa et Richard von Weizsäcker[268]
- 1994 :  Université de Naples - L'Orientale, en philosophie, à l'occasion du G7[272].
- Université de Nankin
- Université Ben Gourion du Néguev

### Hommages
Sur proposition des socialistes parisiens, le nom de François Mitterrand est donné à la Bibliothèque nationale de France.
Son nom est donné à de nombreux établissements publics (médiathèques, centres culturels, écoles, amphithéâtres, auditoriums, centre hospitalier), voies de circulation (quais, rues, avenues, mails, boulevards, ponts, places et esplanades), ainsi que d'autres lieux (parcs, squares, jardins, gares, stations, etc.). Il existe également des statues et bustes à son effigie. En septembre 2023, 756 lieux sont baptisés du nom de l'ancien président (places, rues, etc.). En 1997, La Poste édite un timbre à son effigie.

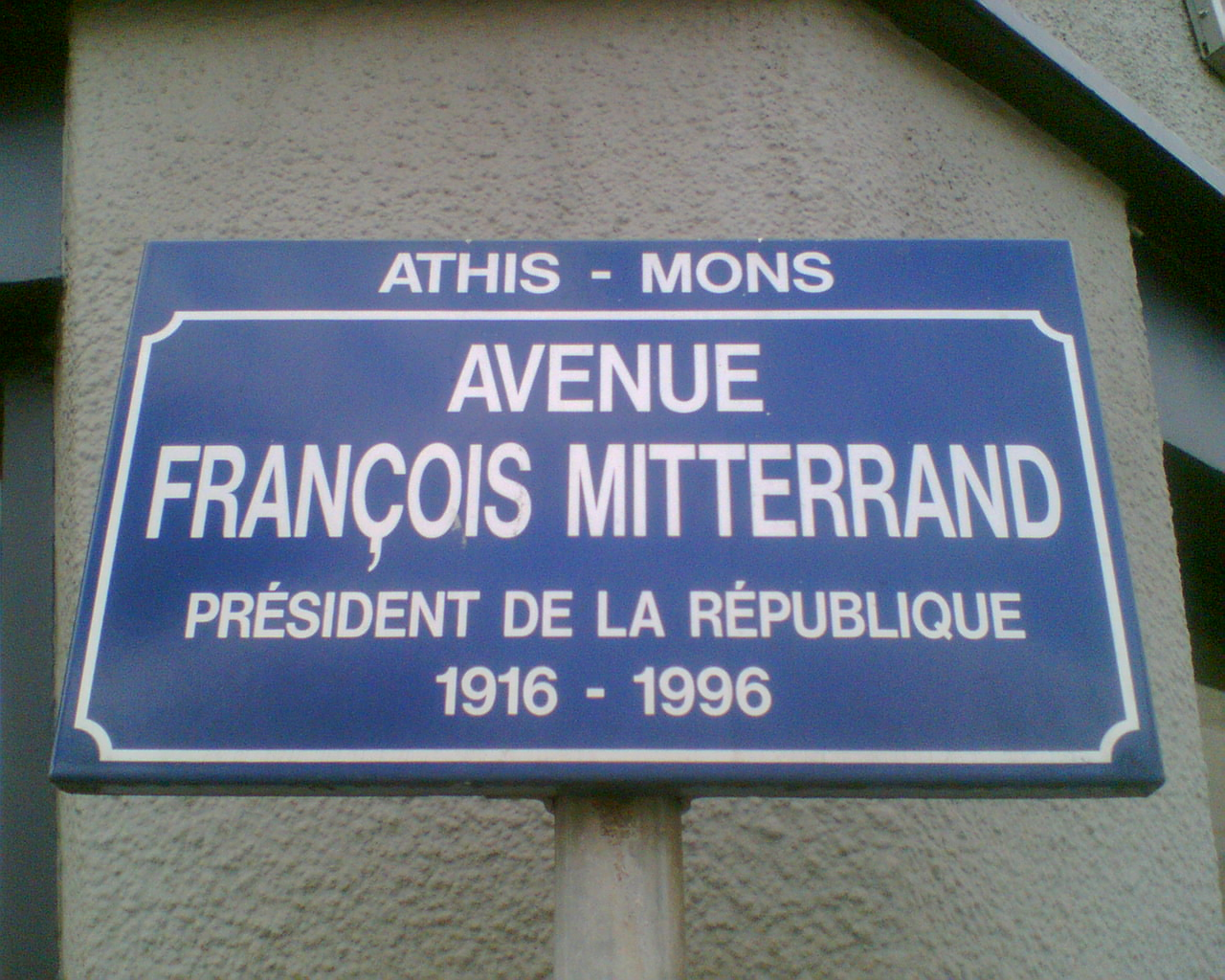
Avenue François Mitterrand à Athis-Mons (Essonne).

Il lui est rendu hommage dans une chanson de Barbara, Regarde, écrite le 13 mai 1981 (Un homme/Une rose à la main/A ouvert le chemin/Vers un autre demain), et deux de Renaud , Tonton, portrait de l'homme Mitterrand à la fin de sa vie, et Baltique, qui évoque Baltique, la chienne du président, qui resta sur le parvis, tenue en laisse par Michel Charasse, durant la messe des obsèques à Jarnac. 
À l'occasion du 25e anniversaire de sa disparition, le 8 janvier 2021, le président de la République en exercice Emmanuel Macron se recueille sur sa tombe, en présence de Gilbert et Danielle Mitterrand, ainsi que de François Hollande, déjà venu avec Mazarine Pingeot et de Gilbert Mitterrand pour le 20e anniversaire.

## Informations complémentaires

### Religion
Le président se déclara agnostique dans la tête, mais croyant dans le cœur. Il dit néanmoins pour l'organisation de ses obsèques une phrase ambiguë « Une messe est possible »,,,. On cite aussi sa grande passion pour les cimetières.
Le président peut se définir comme mystique à travers la fameuse phrase prononcée lors de ses ultimes vœux présidentiels : « Je crois aux forces de l'esprit et je ne vous quitterai pas ». Interrogé sur sa croyance en l'existence de Dieu, il répond qu'il admet « l'idée d'un principe ordonnant toute chose, sans pour autant croire en une religion particulière ni verser dans le mysticisme ». Il reste longuement les yeux clos, comme en prière, dans différents lieux sacrés comme la synagogue de la rue Copernic en 1982 et dans un temple shintoïste de Kyoto.
Selon son frère Robert, François Mitterrand s'est désintéressé de la foi catholique à partir de sa trentaine tout en conservant une réflexion dans le domaine du spirituel. Il aurait déclaré à sa maîtresse Claire, en 1991 : « Après la mort, je pense qu'il n'y a rien. Montaigne est mon maître. Je suis agnostique, comme lui. […] J’aimerais croire en Dieu mais je n'ai pas eu de révélation ».

### Rapport à la culture
François Mitterrand est reconnu comme un homme lettré, amoureux de la littérature et bibliophile assidu, y compris d'éditions rares, avec de nombreux écrivains parmi ses conseillers ou amis, certains même identifiés à droite. Des journalistes analysent également qu'il est un écrivain frustré, qui aurait pu pratiquer sa passion en cas d'échec en politique,,,,.
Il est cinéphile, citant parmi ses films fétiches Mort à Venise, Vivement dimanche !, Reds, Les Ailes du désir, Ragtime, Molière et Un petit carrousel de fête. Ses performances favorites sont Charles Laughton dans Les Révoltés du Bounty et Henry Fonda dans Guerre et Paix.

### Pratique sportive
Il pratiqua le tennis et le golf à partir de 1958, surtout à celui de Saint-Cloud, mais arrête la pratique de ce sport à partir de 1971, la jugeant incompatible avec son image affichée de « candidat des travailleurs » ; il reprend ce sport en 1985. Il est également grand amateur de cyclisme.

### Emblème présidentiel
François Mitterrand fit créer son emblème personnel de président de la République en 1981. Il représente un arbre composé d'un chêne et d'un olivier, symboles de force et de paix. Cette création est l'œuvre du designer français Michel Disle.

### Surnoms
- « Tonton ». Surnom donné par le Canard enchaîné. Il viendrait pour certains d'un nom de code que François Mitterrand aurait eu pendant la Seconde Guerre mondiale, pour d'autres de l'irruption télévisuelle de son neveu Frédéric Mitterrand, que Roland Topor caricaturera dans son émission Téléchat. L'ancien conseiller en communication de François Mitterrand, Gérard Colé, explique dans son livre Le Conseiller du Prince que Tonton était le surnom donné au président par les agents chargés de sa sécurité personnelle, ce surnom a ensuite été diffusé dans le but de remplacer le surnom « le Vieux » qui était jusque-là généralement utilisé. Il fut repris ensuite par des sympathisants socialistes tels Renaud qui donna ce surnom pour titre d'une chanson consacrée au président. Dans son livre La parole de Dieu, le publicitaire Jacques Séguéla a prétendu que ce surnom venait du publicitaire lui-même, qui était chargé de la campagne publicitaire des élections de 1981. Ce surnom fut connu de l'opinion et essentiellement usité à partir et durant la période de la première cohabitation.

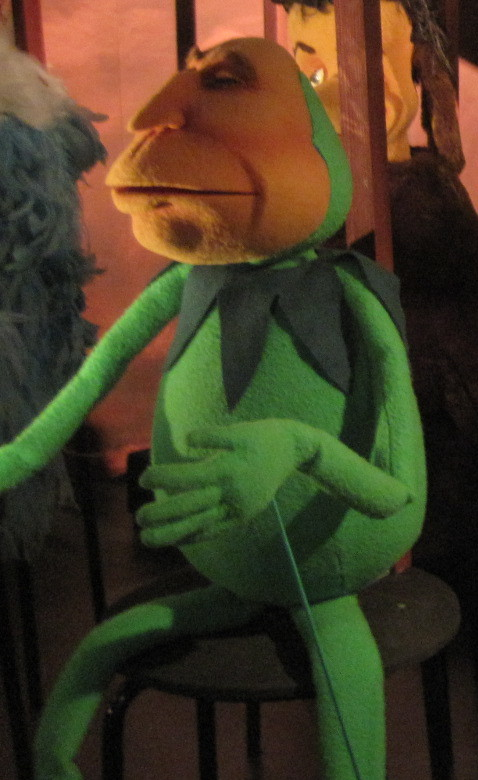
Kermitterrand, sa marionnette au Bébête show, d'après Kermit la grenouille, star du Muppet Show.

- « Dieu ». Célèbre réplique du Bébête show : « Appelez-moi Dieu ! », par Kermitterrand. Selon Georges-Marc Benamou dans Le dernier Mitterrand, François Mitterrand avait suspendu une figurine de la marionnette Kermitterrand au robinet de la douche de son appartement privé du palais de l'Élysée.
- « Florentin » ou « le Prince ». Ses amis lui donnent le surnom de « Florentin » en référence à l'art de l'esquive, illustré sous la Renaissance par des natifs de Florence comme Laurent le Magnifique ou Machiavel. Pour ses détracteurs, le surnom évoque plus l'intrigue et le cynisme politiques. L'inventeur de ce surnom semble avoir été François Mauriac, son ami fidèle et une de ses références littéraires.
- « Le Sphinx »[294]. Les raisons de ce surnom, utilisé dès son appel de 1958 à refuser la Ve République[295], sont multiples : il peut s'agir de références au sphinx de Gizeh, à l'animal mythique (Mitterrand serait un homme insaisissable, dissimulant ses intentions, avec des confidences maîtrisées, voire des répliques cassantes)[296],[297], à ses grands travaux[295], au teint cireux de son visage[298].
- « Rastignac », autre surnom de François Mauriac donné à François Mitterrand, il fait référence au personnage Rastignac de Balzac, qui simple étudiant de province monte à Paris dans la volonté de parvenir au pouvoir et qui finit ministre.
- « Mimi l'Amoroso » : à cause de sa prétendue relation amoureuse avec la chanteuse Dalida, qui l'avait soutenu durant la campagne présidentielle de 1981[299],[300].
- « Le Vieux » : surnom donné au sein du PS, notamment par Jean-Luc Mélenchon, vraisemblablement en imitation de l'usage des trotskistes d'appeler ainsi Léon Trotski.
- « L'Artiste » : surnom trouvé par Libération, au lendemain de sa réélection de 1988[301].
- « Arsouille », « imposteur », « le prince des politichiens », « Rastignac de la Nièvre » : surnoms peu flatteurs utilisés par le général de Gaulle selon Alain Peyrefitte[302].

### Résidences de François Mitterrand
- Appartement 4, rue Guynemer[303], jusqu'en 1971 ;
- 22, rue de Bièvre, acheté pour 380 000 francs ;
- Maison à Hossegor, rue des Fauvettes ;
- Maison de gemmeur de Latche. Achetée en 1965 pour 4 500 francs ;
- Avenue Frédéric-Le-Play. Paris 7e. Appartement de 400 m2, loué par l'État au Gan (société publique).

### Chiens de François Mitterrand
- Baltique, labrador noir
- Nil, labrador noir

## Dans les arts et la culture populaire

### Filmographie

#### Cinéma
- 1984 : Le Bon Plaisir de Francis Girod, joué par Jean-Louis Trintignant.
- 1991 : L'Opération Corned-Beef de Jean-Marie Poiré, interprété vocalement par Didier Gustin.
- 2005 : Le Promeneur du Champ-de-Mars de Robert Guédiguian, joué par Michel Bouquet.
- 2009 : L'Affaire Farewell de Christian Carion, joué par Philippe Magnan.
- 2011 : Changer la vie de Serge Moati, joué par Philippe Magnan.
- 2012 : 
  - Les saveurs du Palais de Christian Vincent, joué par Jean d'Ormesson.
  - Zabana ! de Saïd Ould Khelifa, joué par Jean-Marie Galey.
- 2025 : L'inconnu de la Grande Arche de Stéphane Demoustier, joué par Michel Fau.

#### Télévision

##### Téléfilm
- 2000 : 
  - Deutschlandspiel de Hans-Christoph Blumenberg, joué par Jean-François Balmer.
  - Tontaine et Tonton de Tonie Marshall avec Emmanuelle Devos,  images d'archives.
- 2005 : Dalida de Joyce Buñuel, acteur non crédité.
- 2007 : Les prédateurs de Lucas Belvaux, joué par Philippe Laudenbach.
- 2008 : L'École du pouvoir de Raoul Peck, images d'archives.
- 2009 : Der Mann aus der Pfalz de Thomas Schadt, joué par Erick Desmarestz.
- 2011 : L'Affaire Gordji : Histoire d'une cohabitation de Guillaume Nicloux, joué par Michel Duchaussoy.
- 2013 : Le pouvoir ne se partage pas de Jérôme Korkikian, joué par Laurent Claret.
- 2014 : Sanctuaire d'Olivier Masset-Depasse, joué par André Marcon.
- 2015 : Le Chapeau de Mitterrand de Robin Davis, joué par Laurent Claret.

##### Série
- 1982 : Le Bébête Show de Jean Amadou, Stéphane Collaro et Jean Roucas. Il est représenté sous les traits de la grenouille Kermitterrand.
- 1988 : Les Guignols de l'Info, imité par Jean-Eric Bielle puis Yves Lecoq. Il est dépeint comme un vieillard considérablement amoindri par son cancer, et d'une profonde méchanceté envers tout le monde. Son insulte fétiche est Bécile.
- 2023 : Tapie de Tristan Séguéla, joué par Samuel Labarthe.

## Documentaires
- 1991 : 
  - François Mitterrand - Les Fragments d'une histoire de la gauche en France d'Hugues Le Paige.
  - Le Pouvoir du temps - Le Temps du pouvoir de Jean-François Bastin, Isabelle Christiaens et Hugues Le Paige.
- 1993 : La Métamorphose du pouvoir - Vues de l'Élysée, chronique d'une alternance d'Isabelle Christiaens et Hugues Le Paige
- 1994 : François Mitterrand - Portrait en surimpressions de Jean-François Bastin, et Hugues Le Paige.
- 1995 : 
  - François Mitterrand - Une certaine idée du pouvoir - L'Exercice du pouvoir de Guy Seligmann.
  - Lumière et Compagnie, segment de Régis Wargnier.
- 2000 : François Mitterrand ou le Roman du Pouvoir de Jean Lacouture et  Patrick Rotman.
- 2001 : 
  - Conversations avec un président de Marie-Ève Chamard Philippe Kieffer.
  - Mitterrand, un mensonge d'État de William Karel.
  - Mitterrand vu par… de Patrick Rotman.
- 2006 : La Nièvre… le pays de ma vie… d'Éric Potte et Stéphane Jean-Baptiste.
- 2007 : Mitterrand à Vichy de Serge Moati.
- 2010 : Mitterrand et les espions de David Korn-Brzoza et Jean Guisnel.
- 2011 : 
  - Le Prince et son image de Hugues Le Paige.
  - Devenir président et le rester, les secrets des gourous de l'Élysée de Cédric Tourbe et Laurent Ducastel.
  - François Mitterrand : Un Destin français de Serge Moati.
  - François Mitterrand, une vie en Bourgogne de Jean-Michel Dury.
  - François Mitterrand à bout portant de Jean-Michel Djian.
  - Mitterrand et le monde de Patrick Barberis.
- 2012 : Mitterrand contre de Gaulle (1940-1970) de Joël Calmettes.
- 2013 : Duels - Mitterrand/Rocard, la haine et le mépris de Lucie Cariès.
- 2015 : 
  - François Mitterrand, que reste-t-il de nos amours ? de William Karel.
  - François Mitterrand, la maladie du secret d'Agnès Hubschman.
  - Mitterrand, l'Américain de Patrick Rotman.
- 2016 : 
  - François Mitterrand, albums de familles d'Hugues Nancy et Fabien Béziat.
  - Les Terres du Président de Lionel Chaumet.
- 2017 : Le Pays de l’innocence, enfance et adolescence de François Mitterrand de Frédéric Mitterrand.
- 2020 : François Mitterrand, bâtisseur de mystères de José Fosse.
- 2021 : 
  - François Mitterrand & Anne Pingeot - Fragments d'une passion amoureuse d'Hugues Nancy et Yvan Gaillard.
  - François Mitterrand, l'homme qui ne voulait pas rompre de Gérard et Coralie Miller.
  - François Mitterrand, Président culturel de Élise Baudouin et Élise Le Bivic.
  - François Mitterrand, un mythe français de Raphaël Bourgois.
  - Mitterrand et la Télévision de Serge Moati.
- 2022 : Rendez-vous avec François Mitterrand de Pierre-Henry Salfati et Ali Magoudi.